# Apollo–11
Kis lépés egy embernek, de hatalmas ugrás az emberiségnek.
Az Apollo-program ötödik, űrutazókkal végrehajtott repülése az Apollo–11 volt. Az első kísérlet a holdra szállásra, amely egyben az első sikeres holdra szállás is lett. A holdprogram fő célkitűzése 1969. július 20-án teljesült, amikor Neil Armstrong és Buzz Aldrin sima leszállást teljesítettek a Mare Tranquillitatison (Nyugalom Tengerén), a Hold innenső oldalának egyik lávasíkságán. Később 2 óra 31 perc 40 másodperces időtartamú holdsétát tett a két űrhajós, amelyen 21,55 kg holdkőzet- és holdpormintát gyűjtöttek. Az expedíció harmadik tagja Michael Collins volt, aki Hold körüli pályán keringett a parancsnoki űrhajóval, míg két társa a holdkomppal (LM) leszállt a felszínre.
A sikeres holdra szállás az emberiség legnagyszerűbb tudományos eredményei közé sorolt, máig ható teljesítmény, emellett a hidegháborús katonai szembenállás idején az egész emberiség eggyé válását elősegítő, szimbolikus esemény volt, amely rövid időn belül elvezetett a nagyhatalmak világűrbeli együttműködéséhez és a katonai enyhüléshez.
Az Apollo–11 pontos leszállási helyét a Hold-térképek Statio Tranquillitatis („Nyugalom Bázis”) önálló néven jelölik. Ilyenformán egyedi módon a Holdon hátrahagyott tárgyak a felszíni képződményekre jellemző megjelölést kaptak. A helyszín közelében fekszik a három űrhajós nevét viselő, nagyobb távcsövekkel látható három kráter is, amelyeket a megszokottól eltérően élő személyekről neveztek el.

## A személyzet
| Beosztás                 | Űrhajós                           | Űrhajós                           |
| ------------------------ | --------------------------------- | --------------------------------- |
| Parancsnok               | Neil Armstrong (2) űrrepülés      | Neil Armstrong (2) űrrepülés      |
| Parancsnokiegység-pilóta | Michael Collins (2) űrrepülés     | Michael Collins (2) űrrepülés     |
| Holdkomppilóta           | Edwin „Buzz” Aldrin (2) űrrepülés | Edwin „Buzz” Aldrin (2) űrrepülés |

### Tartalék személyzet
| Beosztás                 | Űrhajós                   | Űrhajós                   |
| ------------------------ | ------------------------- | ------------------------- |
| Parancsnok               | Jim Lovell (4) űrrepülés  | Jim Lovell (4) űrrepülés  |
| Parancsnokiegység-pilóta | Bill Anders (1) űrrepülés | Bill Anders (1) űrrepülés |
| Holdkomppilóta           | Fred Haise (1) űrrepülés  | Fred Haise (1) űrrepülés  |

(2) Zárójelben a sikeres űrrepülések száma személyenként, beleértve ezt a missziót is.

### Kapcsolattartó személyzet
- Charlie Duke, CAPCOM
- Ron Evans, CAPCOM
- Owen Kay Garriott, CAPCOM
- Don Leslie Lind, CAPCOM
- Ken Mattingly, CAPCOM
- Bruce McCandless II, CAPCOM
- Harrison Schmitt, CAPCOM
- Bill Pogue
- Jack Swigert

## Előzmények

### A leszállóhely kiválasztása

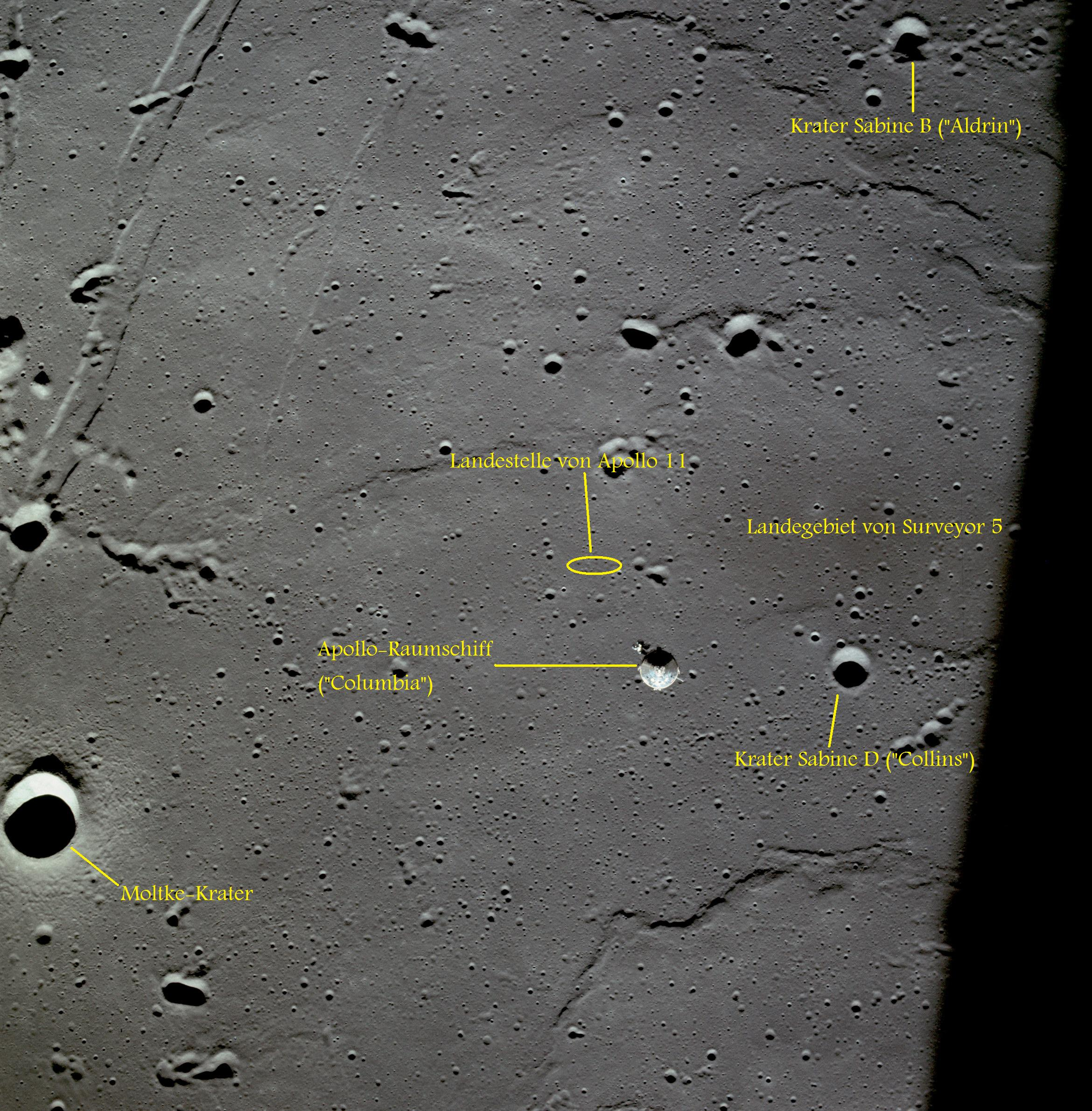
Az Apollo-11 leszállóhelye

Az ötödik Apollo expedíció volt az első olyan űrutazás, amelyhez leszállóhelyet kellett választani. A landolási pont keresése az ember leszállásának előkészítésére korábban felbocsátott Lunar Orbiter szondák fotói alapján történt. A leszállóhelyet kijelölő bizottság választási kritériumai a következők voltak:
- Síkság: a leszállóhely a lehető legsimább síkságon terüljön el.
  - Ne legyenek kráterek és nagyobb kövek rajta.
  - A síkság ne lejtsen 2°-nál jobban.
- Megközelíthetőség: a leszállás útvonalába ne essen nagyobb domb, hegy, szakadék, vagy mélyebb kráter, amely a leszállóradar számára hamis magassági adatokat jelezne.
- Üzemanyag: a lehető legkevesebb üzemanyag felhasználásával elérhető legyen.
- Starthalasztás: a földi start késése esetén is elérhető legyen.
- Szabad visszatérés: a szabad visszatérés pályáján közlekedő űrhajó hatósugarába essen.

A legfőbb szempont a biztonság volt, melyet elsősorban a legsimább terület kiválasztása biztosított. A megközelítés és az üzemanyagtakarékosság szempontjai pedig kijelöltek a holdi egyenlítő mentén egy 10° – délre is 5°, északra is 5° – széles sávot, ahová a keresés kiterjedt. Természetesen csak az innenső, állandóan látható oldal jöhetett szóba, szintén biztonsági megfontolások (a rádiókapcsolat egyszerűbb fenntartása) miatt. A keresési terület tovább szűkült, amikor a keleti félgömböt jelölték ki a kutatók, mivel a holdutazók nyugatról keletre kerülték meg az égitestet és a keleti félen több sík mare terület mutatkozott. A 10° széles és 90° hosszú sávot tovább szűkítette az a holt zóna, amelyet a holdkomp befut a Hold mögül előbukkanó űrhajóval való rádiókapcsolat újra felépítéséhez szükséges idő alatt. Ezek alapján a kritériumok alapján összesen öt lehetséges, ezen belül három fő jelöltet választottak ki. Ezen jelöltek újbóli, részletesebb vizsgálata később az Apollo–8 és az Apollo–10 űrhajósainak egyik fő feladata lett. Bormanék repülése után még az „1-es leszállóhely” tűnt befutónak, a Nyugalom Tengere keleti részén – abban a zónában, amely a legkeletibb hely volt, ahol űrhajó egyáltalán leszállhat –, végül az Apollo–10 fotói a „2-es leszállóhelyet” kedvezőbbnek mutatták. A holdgömb közepe táján fekvő „3-as” gyakorlatilag kiesett, a választás a Mare Tranquillitatisra esett, annak is a nyugati oldalán fekvő, a Moltke és a Sabine kráterek között fekvő részére.

### A legénység kiválasztása
Az Apollo–11 személyzetének kiválasztásakor az alkalmasságon kívül, nem kisebb volt a fő kérdés, hogy ki lesz az első ember, aki a Holdra lép, ki lesz az, aki örökre beírja magát a történelembe. A kiválasztás a NASA személyzeti ügyekért felelős vezetője, Deke Slayton és az Űrhajós Iroda vezetője, Alan Shepard feladata volt. A program kezdetétől fogva létezett egy legénységi rotáció, amelyben először nagy tapasztalatú, veterán űrhajósok repültek. Tartalékként szintén tapasztalt Gemini-legénységek szerepeltek és a rotáció szerint ezek a tartalékok két repülés kihagyása után kerültek repülési státuszba. Így a repülés várományosai az Apollo–8 tartalék személyzetének tagjai voltak. Slayton és Shepard a rotációba való beválogatáskor eleve úgy jelölte ki a legénységeket, hogy amikor az első holdra szállás kísérletei jönnek, akkorra olyan űrhajósok kerüljenek sorra, akik már jártak az űrben. Másrészt volt tapasztalatuk űrrandevú és dokkolás végrehajtásában és esetleg valamilyen nem várt helyzet megoldásában. Jelmondata szerint „mindenkinek képesnek kell lennie mindenféle repülési feladat megoldására”. Ezek alapján az Apollo–7, –8, –9 tartalékai egyaránt teljesen alkalmasak voltak az első holdra szállásra, mi több, ugyanezen repülések fő személyzeteiből is többen szóba jöhettek, igaz rotáción kívül.
Az Apollo–8 tartalék legénysége eredetileg Pete Conrad, Dick Gordon és Alan Bean volt, így ők voltak a „G”-jelű repülés (azaz a holdra szállás első kísérletének) várományosai. Aztán az eredeti Apollo–8 – a „D” repülés, a holdkomp Föld körüli pályán történő berepülése – és az Apollo–9 – az „E” repülés, egy nagy magasságú teszt – helyet cseréltek, hogy az Apollo–8 a szovjeteket megelőzve a Holdhoz repülhessen. Ekkor vált a holdra szállás első számú esélyesévé Neil Armstrong, Buzz Aldrin és Jim Lovell. Aztán Lovell átvette Michael Collins helyét az Apollo–8 parancsnoki modul pilótájának székében, mivel Collinsnak egy kényszerű műtét miatt ki kellett hagynia az első holdrepülést. Betegségéből felgyógyulva ő is csatlakozhatott Armstrong és Aldrin mellé, így alakult ki a végleges hármas.
Deke Slayton azonban szívesen felrúgta volna a rotációt, csak hogy a történelmi feladatra egy nagy egyéniséget, a legtapasztaltabb veterán űrhajóst küldhessen fel. Első számú jelöltje a korábban az Apollo–1 tüzében elhunyt Virgil „Gus” Grissom volt, egészen annak haláláig. Ezek az űrhajósok a következők voltak: Wally Schirra (Apollo–7), Frank Borman (Apollo–8), Jim McDivitt (Apollo–9). Aztán ahogy ezek a parancsnokok lerepülték a maguk Apollo küldetését, sorban jelentették be, hogy nem kívánnak több űrrepülést tenni. Így mivel nem maradt „kimagasló” egyéniség, maradt a rotáció, amelyben az Armstrong–Aldrin–Collins hármas állt elöl. Külön jó pontnak számított, hogy Armstrong civil volt, nem katona, ezzel a militarizmus látszatát is távol lehetett tartani a történelmi holdra szállástól. Így kapta meg végül Armstrong a különleges lehetőséget. Slayton 1969. január 6-án közölte Armstronggal, hogy őt jelöli az Apollo–11 parancsnoki beosztására, három nap múlva pedig a NASA hivatalosan is bejelentette a jelölést.
Később az óriási médiafelhajtást kevésbé jól viselő Aldrin megpróbálta átkérni magát egy másik, kevésbé történelmi és kevesebb médiafigyelmet magára vonó, ám tudományos szempontból fontosabb repülésre. Slayton azonban világossá tette számára, ha most nem repül, később sem fog, így Aldrin visszakozott és a kijelölt legénység változatlan maradt.
A start előtt egy héttel Tom Paine, a NASA elnöke példátlan ajánlatot tett Armstrongnak, megígérte, hogy ha valamilyen probléma miatt meg kéne szakítani a küldetést, úgy a következő expedíción is ők repülhetnek. A NASA ezzel a kockázatot szerette volna csökkenteni, mivel a berepülőpilóták az átlagosnál sokkal merészebbek, valamint az Űrhajós Irodához hasonló, katonai alapokon nyugvó szervezetekben sokszor már egészségtelen versenyszellem uralkodik. Paine a kivételes ajánlattal próbálta kissé csökkenteni a parancsnokra nehezedő nyomást, hogy baj esetén könnyebben döntsön az esetleges – a többiek szemében kudarccal egyenértékű – megszakításról és ne vállaljon felesleges rizikót, ami akár tragédiába is torkollhat.

### Hívójel- és emblémaválasztás
A rádió hívójelek kiválasztása – amelyek a parancsnoki űrhajó és a holdkomp nevével megegyeznek – hagyományosan a legénység privilégiuma volt. A gyakorlások során az Armstrong-féle csapat a Jégkása és a Szénakazal neveket választotta, ám amikor a hivatalos jelölés megtörtént, lecserélték a kissé komolytalan neveket a történelmi küldetéshez illőkre. Így kapta a parancsnoki űrhajó a Columbia nevet, amelyet elsősorban Jules Verne Utazás a Holdba és Utazás a Hold körül című regényei cselekményével és a Columbiad ágyúval meglevő asszociáció ihletett. De a szónak további jelentései is voltak, mint például a hasonló nevű 18. századi legendás amerikai hajó, amely az északnyugati ismeretlen tengeri területeket kutatta. Magára az Egyesült Államokra is utalhatott a név, hisz Columbia Amerika nőnemű költői neve is egyben a kultúrában. A holdkompot pedig az Eagle névre keresztelték (pontosabban a különválást követően ezen a hívójelen kommunikáltak az utasaival), amely egyértelmű hazafias utalás Amerikára, amelynek a címermadara a fehérfejű rétisas.
Szintén az űrhajósok dolga volt legénységi emblémát tervezni. A legénység az egész program legminimalistább logóját tervezte, elhagyva belőle minden sallangot – még a saját nevüket is – hogy egyértelműen szimbolizálják az üzenetet: az Egyesült Államok békével érkezett a Föld lakóinak nevében a Holdra. A szimbólumrendszerben egy fehérfejű rétisas száll le egy kráterszaggatta holdi tájon, karmai között – a béke jeleként – olajágat szorítva, háttérben a Földdel és az Apollo–11 felirattal.

### Gyakorlati kiképzések a Földön

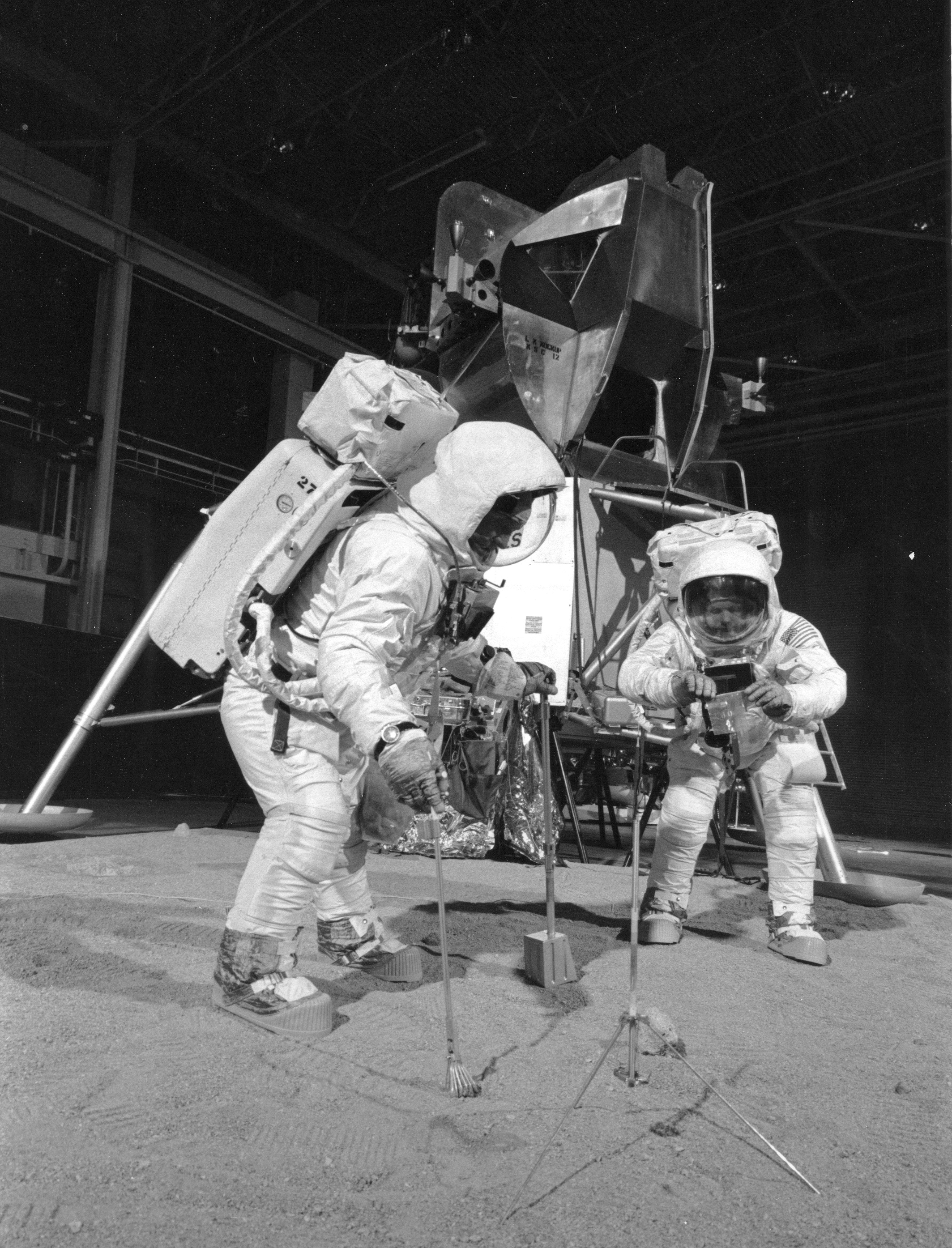
Az űrhajósok a holdséta tevékenységeit szimulálják még a Földön

Az Apollo–11 minden korábbinál bonyolultabb expedíciónak készült, így Armstrongéknak a legkomplexebb tréningprogramon kellett átesniük a normál űrhajós kiképzés mellett. A parancsnok valós kiképzést kapott a holdkomp leszállására az LLTV (Lunar Lander Training Vehicle – Holdi Leszállóegység Gyakorló Eszköz) nevű furcsa szerkezettel. Ez a gép egy függőlegesen beépített sugárhajtóművel és további rakétahajtóművekkel ellátott csővázas repülőeszköz volt, amely a holdkomp függőleges leszállásának szimulációjára szolgált. A függőleges sugárhajtómű szolgált a Föld gravitációjának ellensúlyozására, az 1/6 erősségű holdi gravitáció érzetének megteremtésére, a rakétahajtóművek pedig a holdkomp (LM) épített manőverező fúvókák másai voltak. Ezzel a géppel kellett a leendő holdra szálló űrhajósoknak begyakorolniuk a holdi leszállás legvégső fázisát. A gép sajnos nagyon megbízhatatlannak bizonyult, egy ízben Armstrong kis híján meghalt benne, amikor a hajtómű elromlott, és alig 100 méterről az eszköz lezuhant. Szerencsére az űrhajós a pillanat tört része alatt felismerte a bajt és katapultált.
A repülési műveletek begyakorlására – a korábbi küldetésekhez hasonlóan – széles körben használták a parancsnoki űrhajó- és a holdkomp szimulátorokat. Ezen gyakorlások alatt az út során előforduló tervezett műveleteket (elsősorban a dokkolásokat) lehetett készségszintig begyakorolni, valamint rengeteg vészhelyzeti eljárást próbáltak ki segítségükkel az űrhajósok és az irányítás. Ez utóbbi esetben a szimulátor kezelőszemélyzete az űrhajósok tudtán kívül elrontott valamilyen repülési paramétert – műszerhibát, vagy esetleg rendellenes űrhajó működést szimulálva –, és az űrhajósoknak ezekre a váratlan helyzetekre is helyes megoldást kellett találni. Armstrong és Aldrin – eltérően a korábbi küldetésektől – rengeteg lehetőséget kapott a holdi leszállás gyakorlására a szimulátorban.
A szerteágazó terepgyakorlatok szintén új színfoltot jelentettek a kiképzésben. Ezek egyik fajtája volt a holdműveletek szkafanderben történő gyakorlása, amelynek során egy hatalmas NASA hangárban kialakított, homokkal borított területen kellett a végrehajtandó műveleteket szimulálni az űrhajósoknak egy holdkomp makettel és a felküldendő eszközök egy-egy gyakorló példányával. A másik szimulációs terület a mozgás gyakorlása volt, a Hold gyengébb gravitációs környezetéhez való szoktatás. Ehhez az űrruhás űrhajósokat úgy függesztették fel rugalmas szalagok segítségével, hogy a nehézségi erőt a valóságos gravitáció egyhatodának érezzék. Ezek a gyakorlások többnyire sikertelenek voltak, mert a felfüggesztő szalagok, rugók nagyban korlátozták a mozgást és azt mutatták, hogy a holdfelszíni munka cseppet sem lesz könnyű.
A geológiai terepgyakorlatok ettől eltérően egészen más típusú kiképzést jelentettek. Nagyon kevés ilyen gyakorlatra jutott idő a túlfeszített felkészülési tervben, de meg kellett ismertetni az űrhajósokat valós körülmények között az egyes kőzetfajtákkal és előfordulásukkal még idelenn a Földön. Ezért a NASA sivatagi gyakorlatokat szervezett, amelyen Armstrongék is részt vettek. Sajnos néhány esetben a sajtó túlzott érdeklődése meghiúsította a gyakorlásokat, mikor tudomást szerezve egy-egy ilyen kitelepülésről, tömegesen jelentek meg a helyszínen. Helikopterrel figyelték a lenti munkát, megakadályozva a nyugodt tanulást, vagy akár az űrhajósok és a tanár egymás közötti kommunikációját.

### Luna–15
A Hold eléréséért folyó versenyt a Szovjetunió elvesztette az N1 rakétáinak robbanásai miatt, de utolsó esélyként megpróbálta még csökkenteni a holdra szállás jelentőségét azzal, hogy felküld egy űrszondát, ezzel kérdőjelezve meg az emberek feljuttatásának szükségességét. A Luna–15 küldetése anyagminta visszahozása lett volna a holdfelszínről, mégpedig az elképzelt időrend szerint az Apollo–11 visszatérése előtt. A Szovjetunió, amikor látta a holdverseny elvesztését, váltott propagandájában és azt kezdte kihangsúlyozni, hogy az amerikaiak temérdek felesleges pénzt költenek és emberek életét veszélyeztetik a holdra szállással, amikor annak tudományos céljait egyszerűen és olcsón teljesíteni lehet mintavevő holdszondák feljuttatásával is. Az állítás demonstrálására – és az Apollo-program tudományos megkérdőjelezésére – 1969. július 13-án elindították a szondát, amely Armstrongék előtt, 1969. július 17-én állt Hold körüli pályára. Ezután azonban irányítási problémák léptek fel és a leszállás elhúzódott. Mivel a két küldetés időben fedte egymást, a szovjetek kénytelenek voltak átadni a repülési adatokat a NASA-nak, bizonyítván, hogy nincs ütközésveszély a szonda és az űrhajóegységek között. Ez volt az első űrkutatási célú közvetlen adatcsere a szovjet és amerikai fél között. Végül a Luna–15 leszállás helyett 1969. július 21-én egy hiba folytán becsapódott a Holdba valahol a Mare Crisiumon.

## A repülés

### Felszállás

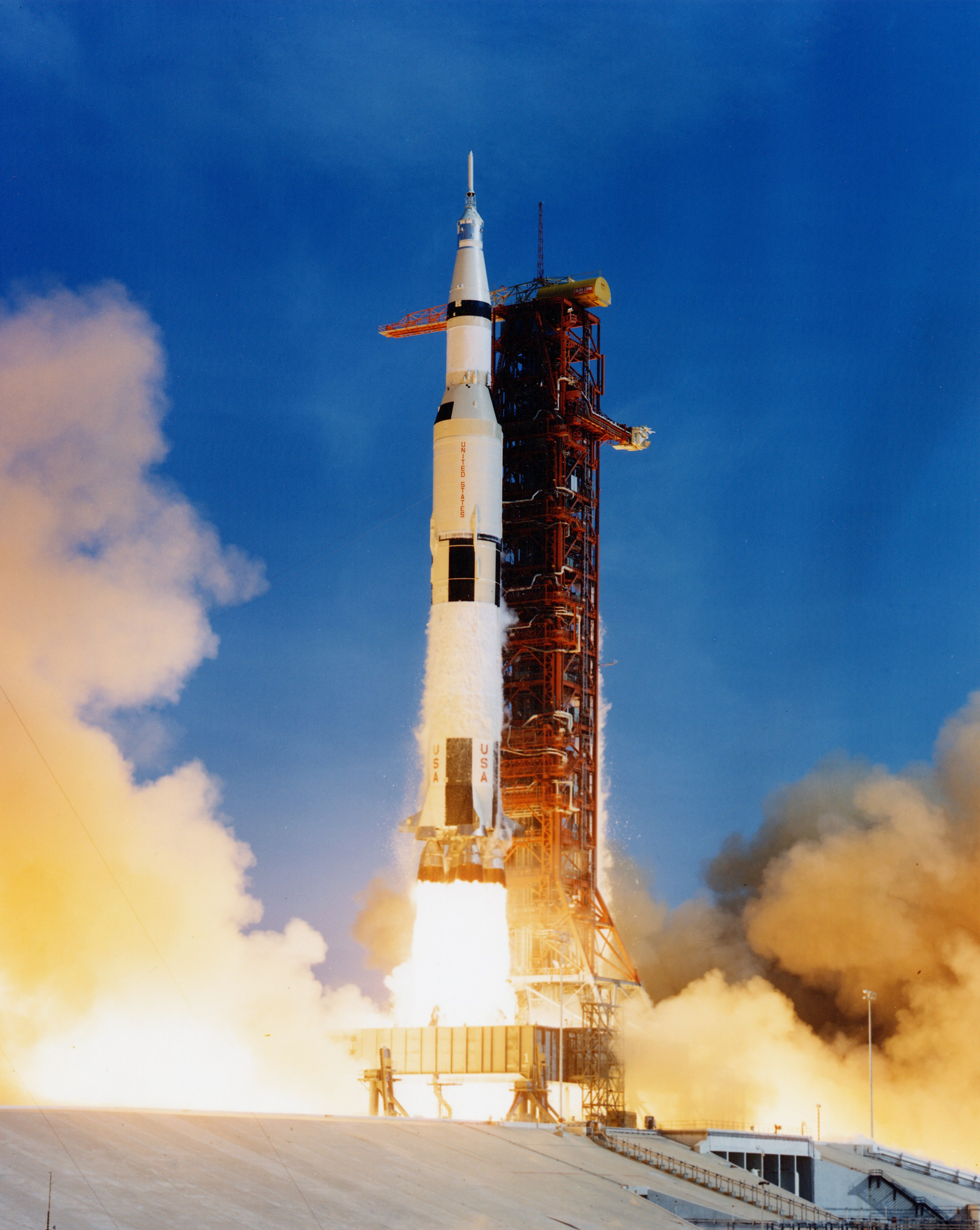
Az Apollo–11 indítása

Az Apollo–11 startprocedúrája műszaki értelemben 1969. május 20-án, két nappal az Apollo–10 startját követően kezdődött, ekkor szállították ki a kész rakétát a VAB összeszerelő csarnokból a 39A indítóállásba az 1-es számú Mobil Indítótoronnyal.
Az indítási folyamat hivatalos kezdete T – 28:00:00-kor, 1969. július 14-én 22:30 (UTC) (floridai helyi idő szerint 17:30-kor) kezdődött. A 28 órás hivatalos és a 40 óra 2 perces valós időtartam között egy hat és egy fél órás tervezett visszaszámlálási szünet volt, amelyből a hosszabbik szünet végül 11 óra 32 percesre húzódott el. Az űrhajósok 2 óra 40 perccel indulás előtt foglalták el helyüket az űrkabinban.
Az Apollo–11 1969. július 16-án 14:32-kor (UTC), (helyi idő szerint 9:32) emelkedett a magasba a Cape Canaveralon található Kennedy űrközpontból.

### Odaút és Hold körüli pályára állás
Az utazás első lépcsője a Föld körüli pálya volt, másfél fordulatnyi időt töltöttek itt el az űrhajósok, amíg minden rendszert le nem ellenőriztek. A rendszertesztek után – miután megbizonyosodtak róla, hogy minden működőképes – az S-IVB újraindításával gyorsítottak. Az űrhajó a szabad visszatérés pályáján indult a Hold felé.
Az első manőverre fél órával a holdirányú gyújtást követően került sor, ekkor választották le a parancsnoki űrhajót az S-IVB-ről. Ezután az űrhajósok megkezdték a holdkomp-retrakciót, azaz a holdűrhajó kihúzását az S-IVB fokozat felső részén levő holdkomp adapterből. Ehhez a rakétafokozatról levált és néhány méterre eltávolodott anyaűrhajó a kereszttengelye körül 180°-os fordulatot végzett (azaz innentől kezdve menetiránynak háttal repült), majd az orrán levő dokkolószerkezettel megcélozta a holdkompon levő fogadó egységet és összekapcsolódtak. Következő lépésként a parancsnoki hajó kormányhajtóműveinek húzóerejével és az adapterbe épített rugós mechanizmus segítségével kihúzták a holdkompot a rakétafokozatból.
A fenti manőverek miatt az űrhajóegyüttes 6 m/s-ot lassult, ezt később pályaközi korrekcióval kellett kompenzálni, hogy a hajó végig a szabad visszatérés pályáján haladjon. Ám egyúttal a műveletek olyan jól sikerültek, hogy a tervezett négy korrekció közül csak egyet kellett végrehajtani. Houston közben az S-IVB hajtóművét indította újra távirányítással, hogy a kiürült rakétafokozat véletlenül se legyen útban a későbbiek során. A fokozat három nap múlva elhaladt a Hold mellett, és Nap körüli pályára állt. Az Apollo–11 három napig repült a Hold felé, mire elérte azt és az űrhajósok megkezdhették a pályára állást körülötte.

### Leszállás a Holdon
A leszállási folyamat a holdkomp felélesztésével kezdődött. Erre a műveletre azért volt szükség, mert a leszállóegység készleteivel (oxigén, áram, hűtővíz stb.) nagyon takarékosan bántak a tervezők, csak annyi volt mindenből, amire odalenn a holdfelszínen szükség lehet – plusz persze a le- és felszállás szükségletei némi, de nem túl sok tartalékkal –, ezért a lehető legkésőbb kezdték a készletek használatát, így az űrhajó a lehető legtovább maradt „stand by” üzemmódban. A leszállást végző parancsnok és holdkomppilóta a 10. keringés során mászott át a holdkompba és kezdett az üzembe helyezéshez. A műveletekhez hozzátartozott a beöltözés is, amely önmagában egy óráig tartott, innentől kezdve viszont az űrhajósoknak tilos volt levenniük az űrruhájukat (az odaúton könnyű kezeslábasban utaztak a holdutazók), másfél napig szkafanderben voltak kénytelenek dolgozni.
A leszállás érdemi része a 13. keringésben kezdődött. Először – a Hold mögött, rádiótakarásban – Armstrongék leválasztották a holdkompot a parancsnoki űrhajóról. Ebben a szakaszban pillantották meg először a terminátor (a nappali és éjszakai féltekét elválasztó fény-árnyék határvonal) mögül előbukkanó leszállóhelyet. A rádiócsendből előbukkanva aztán jelentették Houstonnak, hogy minden rendben (a folyamat során minden egyes lépést jelenteni kellett, és csak a sikeres végrehajtás után kaptak az űrhajósok engedélyt egy újabb repülési szakasz elindítására):
„A Sasnak szárnyai vannak.”

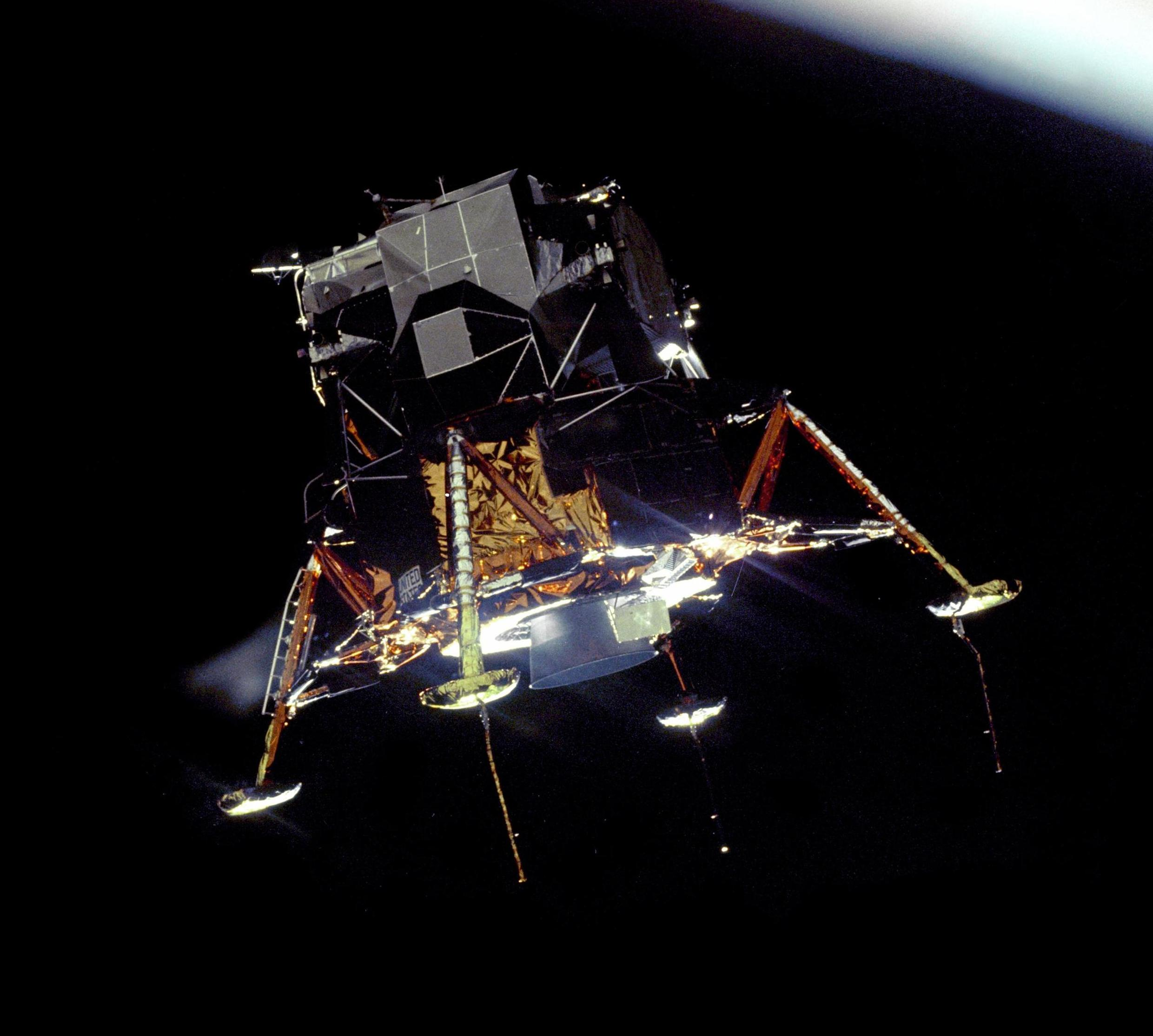
Armstrong piruettet végez a holdkomppal a Columbia ablakai előtt, hogy Collins ellenőrizhesse a sérülésmentességet

Ezután Collinsnak kellett szemrevételeznie a holdkompot, megbizonyosodni a sérülésmentességről, valamint arról, hogy a lábak megfelelően kinyíltak-e és a rögzítőelemek a helyükön vannak-e. A lábak az S-IVB fokozatban a helytakarékosság miatt behajtott állapotban utaztak, és csak a Holdnál terpesztették szét őket leszálló konfigurációba.  Helyzetük pedig kulcsfontosságú volt, hiszen ha valamelyik a leszálláskor becsukódott volna, az a biztos halált jelentette volna Armstrongék számára, ezért a két űrhajóegység egy darabig még pár méterre egymástól kötelékben repült tovább, hogy a parancsnoki egység pilótája megfigyelhesse a holdkompot, míg a parancsnok a tengelye körül körbeforgatta azt. Mikor ez a teszt lezajlott, kezdődhetett a fékezés, valamint a parancsnoki egység más pályára állítása (a parancsnoki hajót el kellett távolítani a holdkomp közeléből, nehogy ütközzenek, illetve egy kicsit magasabb pályára emelve az az előnye is megvolt a manővernek, hogy a parancsnoki űrhajó előbb ért ki a következő körben a Hold mögötti rádiócsendből és reléként szolgálva hamarabb kaphatott telemetriai adatokat az irányítás a leszállás közben a holdkompról).
A fékezés – a repülési magasság csökkentése – a 14. keringésben történt meg, ismét a Hold mögött. Az űrhajósok 15 000 méter magasságig ereszkedtek a holdfelszín fölé. Így bukkantak ki a Hold mögül, ekkor még könnyen vissza lehetett volna jutni a parancsnoki hajóhoz, ha valami baj van, ez egyfajta választóvonal volt a leszálláson belül, és külön engedély is kellett Houstontól a leszállás utolsó fázisának végrehajtására. Ám problémák támadtak a telemetriai adatok letöltésével, az adás szakadozottan érkezett, Gene Kranz repülésirányító nem tudta kiadni a leszállási engedélyt. Az irányítóteremben tartózkodó Pete Conradnak támadt az a mentőötlete, hogy Armstrongék döntsenek kicsit az űrhajó hossztengelyén, és így a rádióantennájuk nagyobb szögben nézhet a Földre, javítva a vételen. Az ötlet használt, a beérkező adatok alapján az irányítás kiadhatta a végső engedélyt a leereszkedésre. Armstrongék ekkor növelték a fékezőhajtómű teljesítményét és egyre lejjebb ereszkedtek.
A következő fontos állomás a radar bekapcsolása volt (a felszín feletti magasságot radarral állapították meg és ennek az eszköznek az adatai jelentették a referenciát a fedélzeti számítógép számára). 12 000 méteren jártak, amikor a radar először érzékelte a holdfelszínt. Azonban rögtön hibát jelzett a komputer, a radarjelek túltöltötték a memóriát, az irányításnak pár másodperce volt eldönteni, hogy megszakítsák-e a küldetést. Egy komputermérnök jelezte, hogy a probléma nem komoly, a hiba ellenére biztonságosan folytatható a leszállás. Később, 3000 méter magasan megismétlődött ugyanez a probléma, de ugyanúgy veszélytelennek ítélte meg az irányítás és továbbengedte a leszállást.
A leszállási görbe ballisztikus ívet rajzolt, először a felszínnel párhuzamosan, ablakokkal lefelé nézett az Eagle, majd egyre lassulva lassan függőleges helyzetbe állt, a legvégső ereszkedést pedig már tökéletesen függőlegesen kellett megtenni, hogy az űrhajósok elkerüljék a borulásveszélyt. Ezt a repülési pályát a számítógép vezérlésével lehetett végrehajtani, emberi kéz képtelen lett volna végig olyan precíz parancsokat adni és olyan optimális üzemanyag-felhasználást biztosítani, mint a számítógép. A leszállóhely tulajdonképpen nem egy pont, hanem egy, némi vezérlési hibával is számoló ellipszis volt, amelynek középpontja volt az optimális leszállópont. Armstrongéknak a rendszerek felügyelete volt a feladata, valamint a legutolsó fázisban a számítógépnek adott parancsokkal a leszállópont korrigálása. Végső esetre pedig a kézi vezérlés lehetősége – a számítógép kiiktatása – is megmaradt. 300 méter magasságra érve élesen kirajzolódott a leszállópont és környéke, ami Armstrongot kemény elhatározásra késztette: a leszállóponton hatalmas, autó nagyságú sziklák és nagy kráterek voltak, a biztos felborulással fenyegettek. A parancsnoknak nem maradt más választása, mint áttérni kézi vezérlésre, mivel a finom pályamódosítások kevésnek látszottak a sziklamező elkerülésére. Aldrin a műszerfalon látható adatok hangos bemondásával segítette a parancsnokot, akinek nem volt ideje egyszerre a műszereket és a kinti tájat is figyelnie. A kézi vezérlés megnövekedett üzemanyag-felhasználással párosult, és ez ilyen alacsonyan már megnövekedett kockázatokat vetett fel, 50 méternél húzódott a határ, ami alatt már nem lehetett vészeljárással leválasztani a holdkomp leszállófokozatát és begyújtani a felszálló hajtóművet (egyszerűen nem lett volna idő a folyamatra), így ha ott fogy ki az üzemanyag, az űrhajó biztosan lezuhant volna. Armstrong éles manőverezésbe fogott – a szorult helyzetre jellemző, hogy még arra sem maradt ideje a parancsnoknak, hogy az irányításnak jelezze a kézi vezérlés tényét – és elkormányozta a hajót a sziklamezőtől egy simább terület felé. Közben figyelmeztető jelzés gyulladt a műszerfalon – és mivel a telemetrián át az irányítás is megkapta a jelzést, a CapCom is rádiózott figyelmeztetésül: 60 másodperc repülésre elegendő üzemanyag maradt. Armstrong rendületlenül folytatta a kézi vezérléssel történő süllyedést, de még mindig magasan volt és még mindig volt oldalirányú sodródás is, amelyet meg kellett állítani. Az üzemanyag 30 másodpercnyi mennyiségre fogyásánál újabb figyelmeztetés gyulladt a műszerfalon. Ekkor jelentette kisvártatva Aldrin:
„Kontakt fény.”
A leszállótalp aljáról lelógó, nagyjából másfél méteres (67 hüvelyk hosszú) érzékelőpálcák egyike elérte a talajt, amit egy lámpa jelzett a kabinban. E jelzésre a parancsnoknak le kellett állítania a hajtóművet, ám Armstrong elmulasztotta ezt megtenni. Kisvártatva újabb rádióüzenet érkezett, ezúttal Neil Armstrongtól:
„Houston, itt a Nyugalom Bázis. A Sas leszállt.”
A leszállás 1969. július 20-án 20:17-kor (UTC) történt meg. Az egyetlen szépséghiba Armstrong késlekedése volt a hajtómű leállításával, amellyel azt kockáztatta, hogy a hajtóműharang alá beszorul a gázsugár és szétrobbantja, de szerencsére ez nem történt meg. A tartályban végül 20 másodpercre elegendő hajtóanyag maradt.

### Leszállás utáni teendők
A Sas talajt érése után az űrhajósoknak azonnal neki kellett látniuk a felszállás előkészítésének. Biztonsági okokból ugyanis az volt a logikusabb, hogy ha bármi váratlan probléma történne, inkább mihamarabb el tudják hagyni a holdfelszínt és elérjék a biztonságot nyújtó parancsnoki űrhajót, mintsem kockáztassanak a felszínen. Ezért először nem a holdi tevékenységekhez láttak hozzá, hanem a holdkomp felszállásra történő előkészítéséhez.
A felszállási előkészületek végén, a holdséta (EVA) előkészületek előtt Aldrin váratlanul furcsa szöveget mondott a rádióba:
„Itt a holdkomppilóta beszél. Szeretném megragadni az alkalmat, hogy minden ember, aki hallgat bennünket, legyen az bárki és legyen bárhol, álljon meg egy pillanatra és gondolkodjon el az elmúlt néhány óra eseményein, és adjon hálát mindenki a maga módján.”
Aldrin csak évek múltán mondta el, hogy ezután úrvacsorát vett. A kenyeret és a bort Dean Woodrufftól kapta, aki akkoriban a Websteri Presbiteriánus Gyülekezet vezető pásztora volt, mely gyülekezetnek Aldrin egyik elöljárója volt. A holdkomppilóta senkinek sem szólt előre a tervéről – még felesége előtt is titokban tartotta a szándékát – és azért fogalmazott ilyen kétértelműen, mert sokak vitában voltak azzal, hogy az űrteljesítményekkel járó nyilvánosságot az űrhajósok – magánakciók keretében – vallásos üzenetek közreadására használják fel. A NASA az idő tájt még mindig perben állt egy ateista aktivistával, amiért az Apollo–8 űrhajósai a Teremtés Könyvéből idéztek az 1968. karácsonyi holdutazásukkor.

### A holdséta

#### Kiszállás

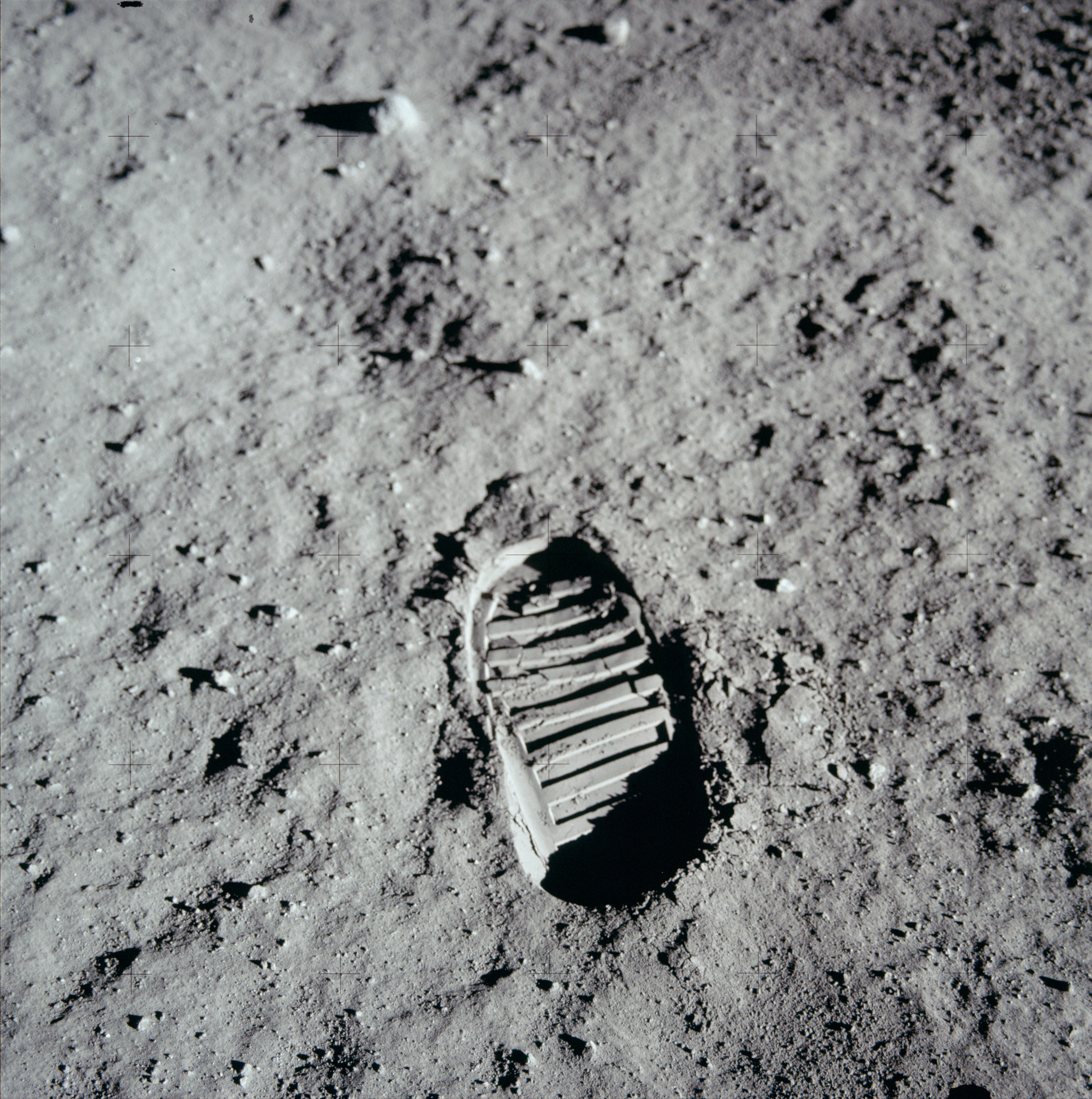
Aldrin lábnyoma a Holdon

A műveleti terv szerint egy 8 órás pihenőidő következett volna, ám Armstrong és Aldrin felvetette, hogy elég fittnek érzik magukat, felesleges lenne pihenni, inkább engedélyezze az irányítás a holdsétát rögtön, a tervezettnél előbb. Az irányítás rövid gondolkodás után engedélyt adott. Ugyan nincs egyértelmű bizonyíték rá, de valószínű, hogy az eredeti terv is a leszállást követő azonnali holdsétáról szólt, a pihenőidő csak biztonsági időtartalékként került a tervbe, hogy ha csúszna a leszállás a tervezett időrendhez képest, ne úgy kelljen hírt adni, miszerint az Apollo–11 holdsétája a tervezett időhöz képest később kezdődik. Ehelyett ki lehetett használni a korábbi kiszállás propagandaértékét (a tervezett idő előtt sikerül kiszállni a Holdra). Az űrhajósok az engedély birtokában nekiláthattak a holdséta előkészítésének, ami nagyjából 2,5–3 órás tevékenység volt. Ennek keretében visszavették a leszállás után levett sisakjukat, illetve az üvegbúra formájú sisak tetejére rácsatolták az ún. felső sisakot, a nagy, aranyozott ellenzőt tartalmazó fehér fémgömböt, amelyet csak kinn a felszínen alkalmaztak. Aztán magukra öltötték a hátizsákjaikat, átcsatlakoztatták a holdkomp forrásairól a hátizsákra az oxigén, hűtővíz és áram csatlakozóit, nyomástesztet végeztek. Végül elkezdték csökkenteni a kabinnyomást. Az oxigén csak lassan távozott a kabinból. Közel 40 perc telt el, amikor a nyomás csökkenése megállt az eredeti nyomás nagyjából tizedén, ami az ajtót még mindig szorosan a helyén tartotta. Ekkor Aldrin óvatosan elfeszítette a kabinajtó egyik sarkát és a résen át kiillant a maradék oxigén. A leszállástól 6 óra telt el az ajtó kinyitásáig, a holdséta (EVA) 1969. július 21-én 2:51-kor (UTC) vette kezdetét.

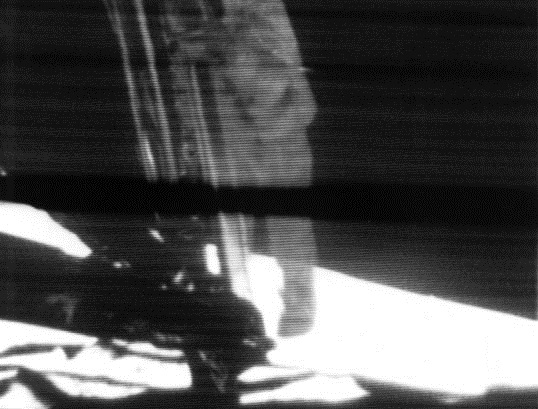
Armstrong lefelé mászik a létrán

Az előre meghatározott sorrend szerint először a parancsnok kezdte el a kiszállást. Ehhez Armstrongnak térdre kellett ereszkednie és hátrálva kellett kimásznia a kabinból. A hátizsák többször is elakadt a művelet során, Aldrinnak kellett segítenie. Armstrong ekkor kijutott az ún. tornácra – a kabinajtónál elhelyezett kis platformra, amely a létra tetején volt –, ahol felegyenesedhetett. Itt egy bowdent meghúzva lenyitotta az alatta a holdkomp oldalán elhelyezett MESA-t (a holdkomp csomagtartóját), amelyre a tévékamerát is ráerősítették. Ez az aktus egyben aktiválta a kamerát is, ettől a perctől kezdve – a Deep Space Network ausztráliai óriás parabolaantennáján keresztül – megindulhatott a tévéadás is. Armstrong – immár a nagyjából egymilliárdnyi tévénéző szeme láttára – óvatosan lemászott a létrán, majd az utolsó fokról leugrott a leszállótalp tányérjába. Ekkor jelezte, hogy a talp nem csúszott össze, ahogy a mérnökök várták, hanem derékmagasságban tartotta az utolsó létrafokot. Ezt bizonytalannak ítélte meg, ezért mielőtt folytatta volna a holdsétát, inkább visszaugrott az alsó fokra, hogy vissza tud-e jutni. Mikor sikerrel bizonyosodott meg a visszajutásról, ismét leugrott a tányérba és a holdpor tanulmányozásába kezdett, cipője orrával turkálva a porban.
– A létra alján vagyok. A holdkomp lábai talán 1–2 hüvelyknyire mélyedtek a porba, bár a talaj nagyon, nagyon finom szemcséjű, ahogy közelről láthatom. Majdnem olyan, mint a púder. A por nagyon finom.
– Most lelépek a talpról.
Aztán a parancsnok lelépett a Hold felszínére. 1969. július 21. 2:56 (UTC) volt ekkor. Ekkor hangzott el Armstrong híressé vált mondata:
„Kis lépés egy embernek, de hatalmas ugrás az emberiségnek.” („That's one small step for [a] man, one giant leap for mankind.”)
Armstrong legelső dolga a felszínen a holdkomp körbejárása volt, hogy megbizonyosodjon az űrhajó sérülésmentességéről, valamint arról, hogy stabilan áll-e a felszínen. Szerencsére a holdkomppal semmiféle probléma nem volt. Ezután a parancsnoknak biztonsági mintát kellett vennie. Ez azt a célt szolgálta, hogy ha bármilyen váratlan okból a tervezettnél előbb kellett volna visszaszállni a holdkompba, akkor is haza tudjanak hozni némi kőzetmintát az űrhajósok a Holdról. Ehhez Armstrong egy hosszú nyelű lapáttal némi holdport és néhány kavicsot tett egy kisebb, zárható zacskóba és a mintát a zsebébe tette. Mozgás közben megállapította, hogy még a vártnál is könnyebb a mozgás. Miután a parancsnok biztonságosnak ítélte a kintlétet, akkor következhetett a holdkomppilóta felszínre lépése is.

#### A holdkomp pilótája is a felszínre lép és a Holdon jár

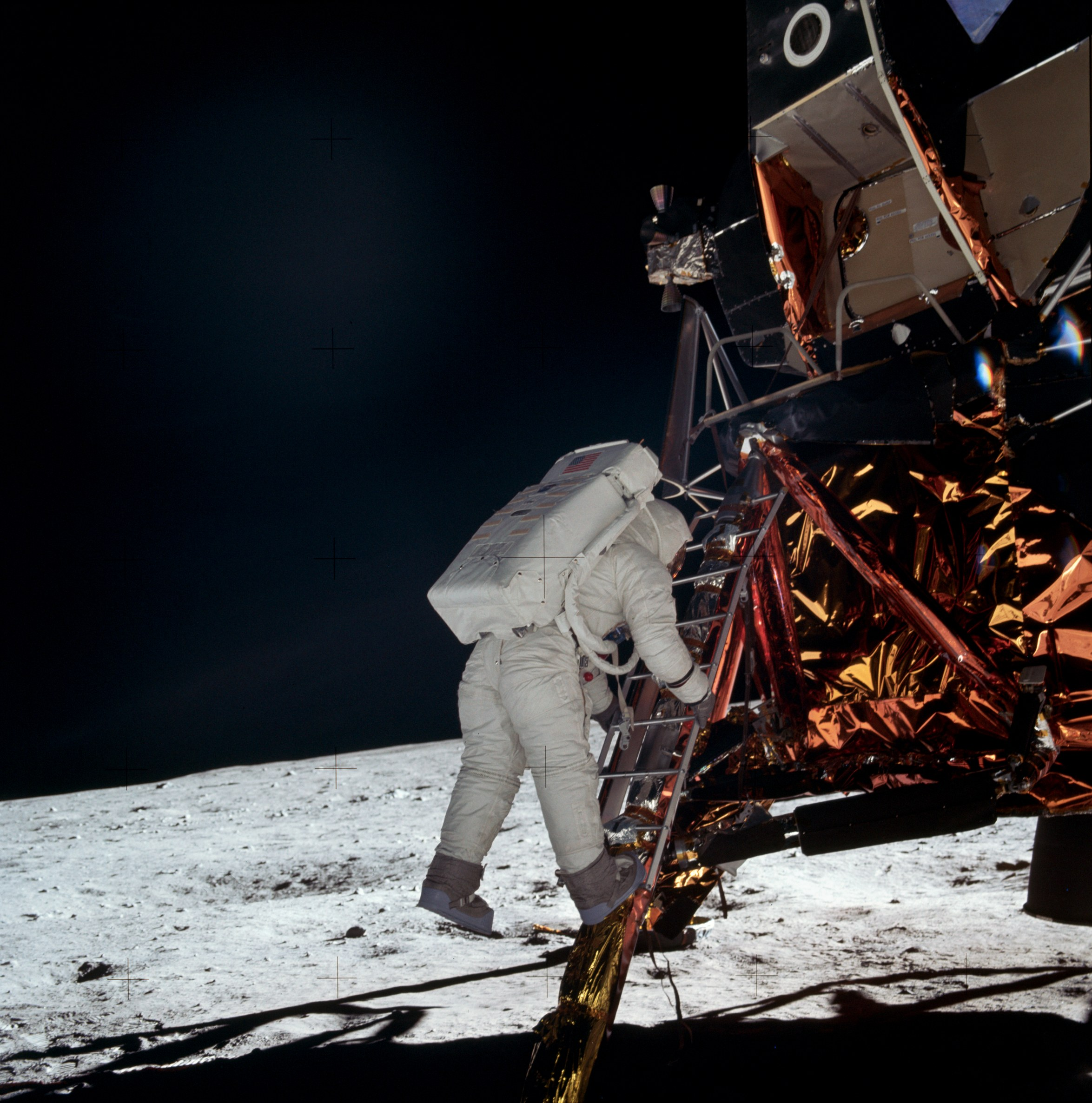
Aldrin a holdfelszínre tart

Hozzávetőleg húsz perc múltán Aldrin is engedélyt kapott a kiszállásra. A holdkomppilóta is lassan kihátrált a kabinból, majd lemászott a létrán, végül lelépett a leszállótalpról. Armstrong lelkesen fogadta, a lemászásról remek fotósorozatot készített, majd véleményt várt társától. Aldrin egy rövid, de Armstrongéhoz hasonlóan híressé lett mondattal foglalta össze érzéseit: A leszállástól 6 óra telt el az ajtó kinyitásáig, a holdséta (EVA) 1969. július 21-én 2:51-kor (UTC) vette kezdetét.
„Varázslatos sivárság.”

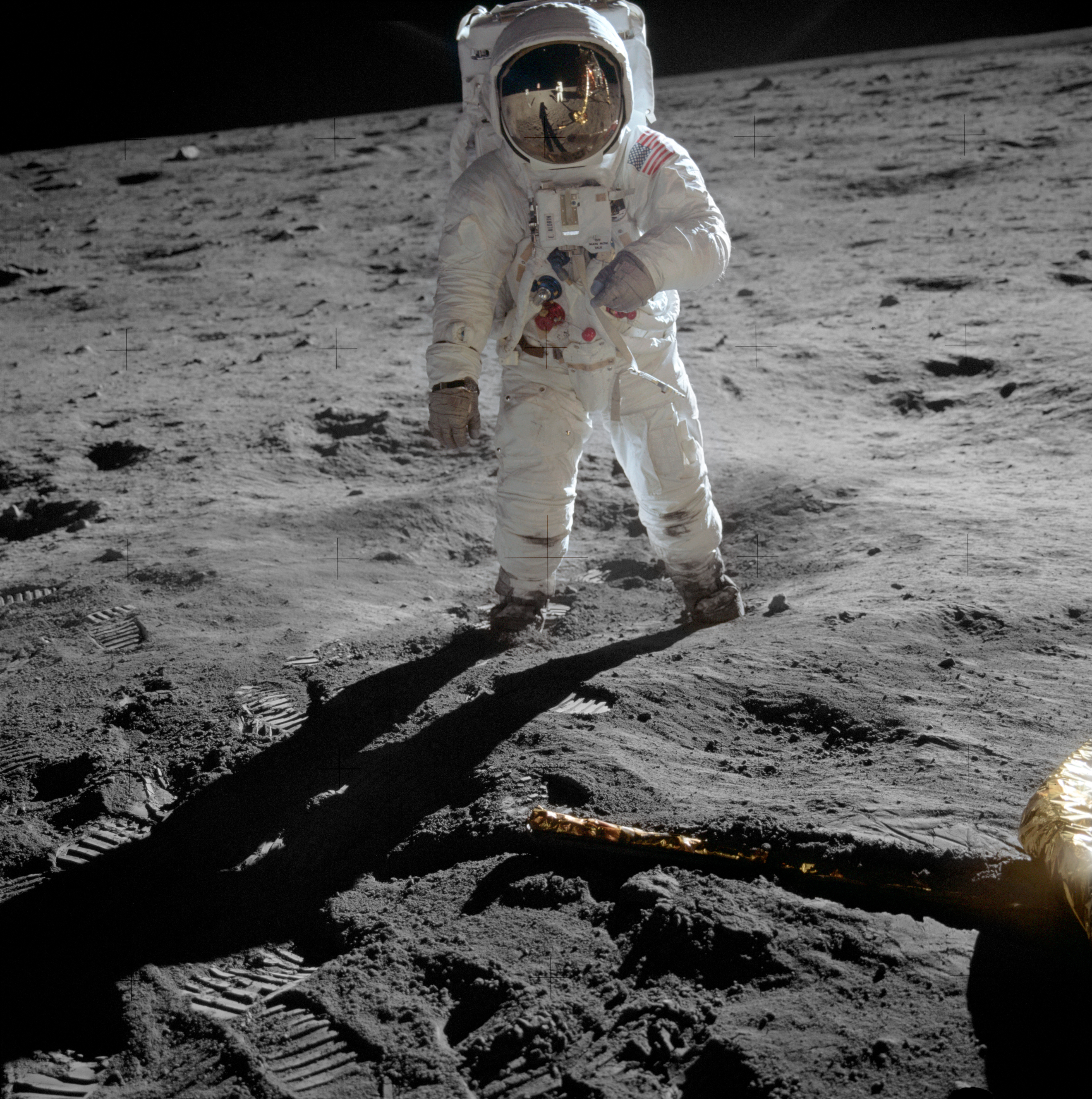
Aldrin is a Holdon

A második űrhajós felszínre lépésével kiteljesedett a munka. Előzőleg Armstrong már levette a MESA-ra erősített kamerát és a holdkomptól 12 méterre egy háromlábú állványra állította. Aldrin a mozgással ismerkedett elsőként, a kamera és a holdkomp között kellett járnia, majd futnia, mivel a műveleti terv rárótta a mozgás tanulmányozását feladatul. Közben Armstrong fényképekkel dokumentálta ezt a folyamatot (később ezekből a képekből állt össze az Apollo-program leghíresebb felvételeiből álló klasszikus kollekció jelentős része, amelyből a legtöbbször választanak fotót a felhasználók, vagy akár maga a NASA). Aldrin ugyanolyan könnyűnek találta a mozgást, mint Armstrong. A mozgással kapcsolatos kísérleteknek azért volt jelentősége, mert a holdi egyhatod gravitáció, valamint az űrhajós tömegét megközelítő tömegű hátizsák által teljesen máshová került súlypont miatt nehéznek ítélték meg az alkalmazkodást és a járást. Az űrhajósok mindössze annyit éreztek meg a nehézségekből, hogy egy furcsa, a sasszézáshoz hasonló szökdelő járást vettek fel önkéntelenül. Következő feladatként a MESA kipakolásához láttak, majd jöhetett a magukkal hozott eszközök felállítása.

#### Zászlótűzés és beszélgetés az elnökkel
A MESA-ból kipakolt eszközök közül Buzz Aldrin először a napszélösszetétel-mérő fóliát állította fel. Ez az eszköz egy 1,4×0,3 méter méretű alumíniumfólia volt, amelyet egy rúdra tűztek. Ennél a műveletnél is és Armstrong korábbi mintavételeinél is az derült ki, hogy a felső 5–10 cm-es regolitréteg alatt egy kemény kőzetréteg kezdődik, nagyon megnehezítve bárminek a földbe szúrását. Másodikként az amerikai lobogó kitűzése következett. A két űrhajós együttes erőfeszítése kellett a zászlórúd letűzéséhez, az előbb említett kemény felszín alatti kőzetréteg miatt. A zászlót 12 méterre a holdkomptól helyezték el, a napszélmérő fólia és a tévékamera mellé (a zászlótűzés semmiféle területhódítást nem jelentett, csak amolyan szimbólumként szolgált, mint ahogy a hegymászók is zászlóval jelzik egy-egy hegycsúcs meghódítását). Aztán elhelyeztek néhány emléktárgyat is a holdfelszínen: egy kis fehér tasakban egy szilícium korongon miniatűr betűkkel 73 állam üzenetét, a béke jelképeként egy aranyozott olajágat, az Apollo–1 és az Apollo–11 expedíciós emblémáit és néhány érmét.

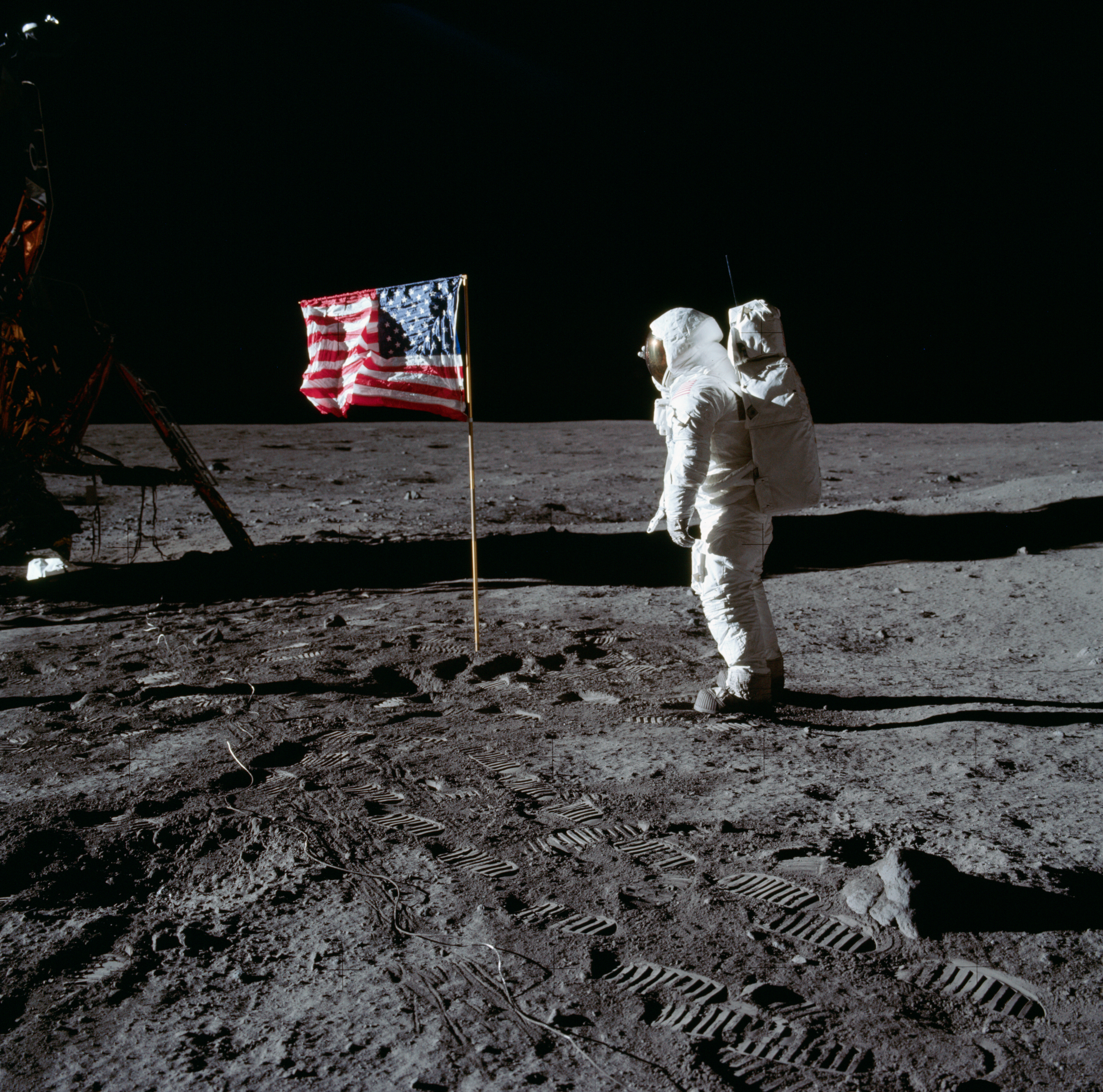
Buzz Aldrin az Egyesült Államok lobogója előtt tiszteleg

A szimbolikus tevékenységek egy plakett leleplezésével végződtek. A holdkomp elülső lábán, a létra fokai között egy kis tábla utazott, amelyről csak egy takarólemezt kellett levenniük az űrhajósoknak, hogy láthatóvá váljon a felirat rajta:

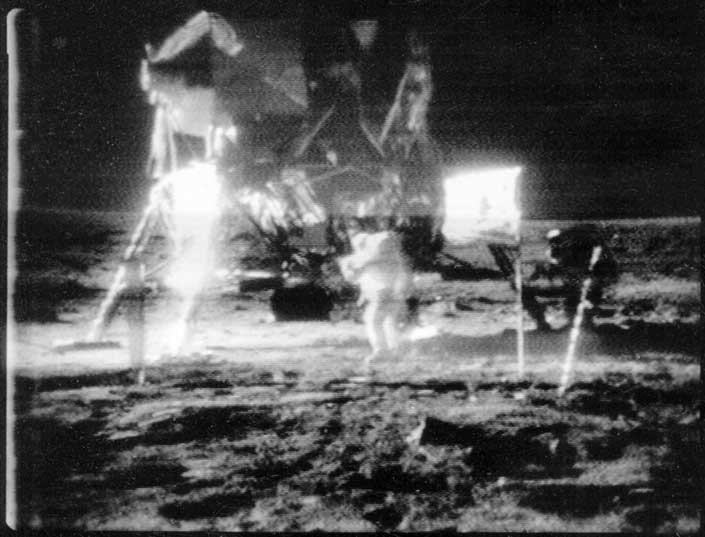
A tévéközvetítés egy mozzanata

„Itt vetette meg az ember a Föld bolygóról először a lábát a Holdon. Békével érkeztünk az egész emberiség nevében.”
Az űrhajósok ezután munkához láttak volna, geológiai mintákat kellett gyűjteniük és méréseket kellett végezniük, ám a műveleti tervben nem szereplő esemény következett, Richard Nixon elnök jelentkezett be, hogy beszéljen Armstrongékkal:
Hello Neil és Buzz. A Fehér Ház Ovális Irodájából beszélek és ez bizonyosan a legtörténelmibb telefonbeszélgetés, amelyet valaha lebonyolítottak. Csak el akarom mondani, milyen büszkék vagyunk mindannyian Önökre. Az összes amerikai számára ez a legbüszkébb nap az életben. És meggyőződésem, hogy a Föld többi lakója is osztozik abban a felismerésben, milyen roppant teljesítmény ez. Amit Önök véghez vittek, azzal az égbolt is kicsit része lett az emberek életterének. És az, hogy most a Nyugalom Tengeréről beszélnek hozzánk, az arra inspirál bennünket, hogy megkettőzzük erőfeszítéseinket, hogy békét és nyugalmat teremtsünk a Földön. Az emberiség történetének erre az egyetlen, kivételes pillanatára az emberiség tényleg eggyé vált, egyrészt büszkeségünkben azért, amit Önök tettek, másrészt az imában, ami az Önök biztonságos hazatéréséért szól.
Ezek az események és nyilatkozatok mindenki számára bebizonyították, hogy az expedíció nem militarista jellegű, és semmi kétség sem maradt, hogy az USA nem nagyhatalmi céljainak szolgálatába kívánja állítani a holdra szállást, hanem mintegy felajánlja az emberiség közös teljesítményéül, elősegítve az egész emberiség eggyé válását, a megbékélést.

#### Geológiai munka

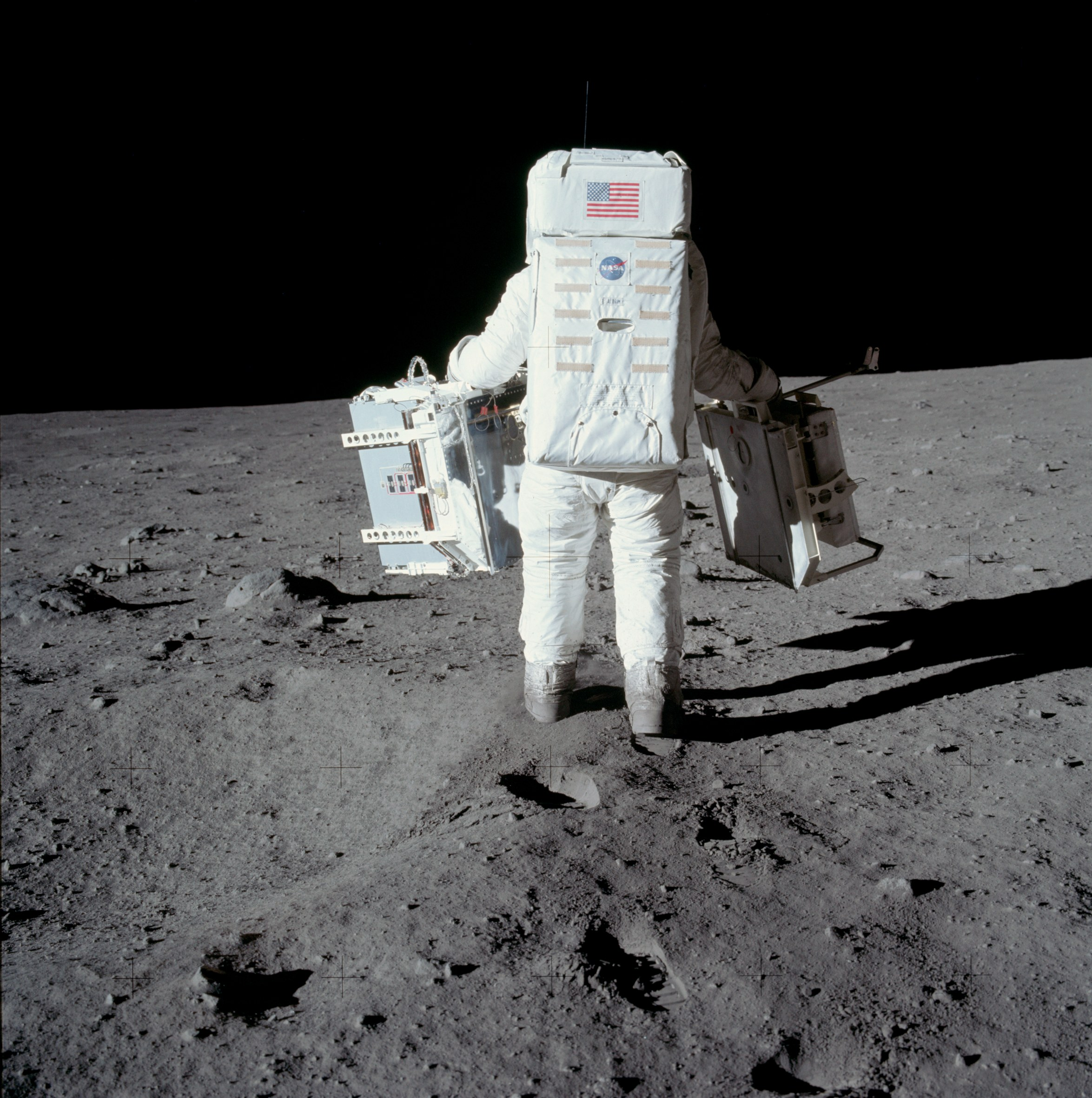
Aldrin az EASEP műszereit cipeli a felállítási helyükre

Az elnöki telefonnal lezárultak a szimbolikus tevékenységek és kezdetét vehette a zavartalan geológiai kutatómunka. Ehhez az űrhajósok szétváltak, Armstrong feladata a mintavétel és a fényképezés volt, míg Aldrinnak az EASEP műszereit kellett felállítani és működésbe hozni.

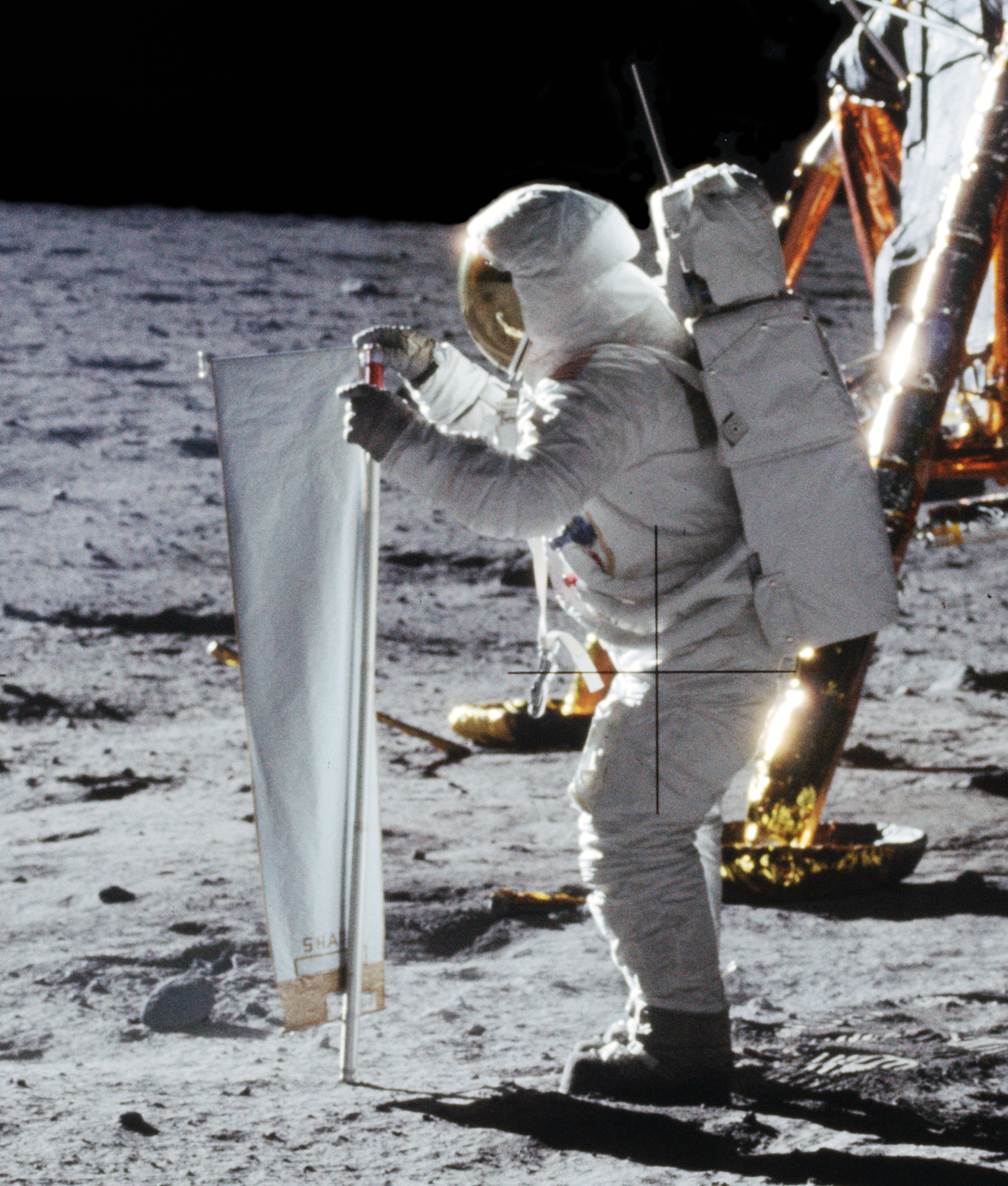
Aldrin a napszélösszetétel-mérő fóliát állítja fel

Armstrong korábban már vett mintát, az ún. ömlesztett mintát a holdkomp környezetéből. 22 vagy 23 lapátnyi vegyes anyagot (port és kavicsokat) tett egy vákuumzáras fémedénybe, gyakorlatilag válogatás nélkül. Érdekes módon már ez a tevékenység is a tervezettnél tovább tartott, ahogy általában a Holdon minden. Az elnöki telefon után részletesebb mintavétel következhetett, az ún. dokumentált mintavétel. A dokumentálás kétirányú volt, egyrészt a mintául vett követ még a felszedése előtt le kellett fotózni, majd számozott zsákba helyezni, másrészt az irányítás számára szóban is le kellett írni a mintát (természetesen a zsák számának megjelölésével, hogy odalenn a Földön párosítani lehessen a szóbeli leírást és magát a mintát). Ám az idő egyre jobban szorított – a holdi munka általános tapasztalatává és a következő küldetések intelmévé vált a folytonos időhiány –, a dokumentált mintavétel nem volt megfelelő metódus, ezért felváltották az összegyűjtő mintavétellel. Armstrong különböző, az Eagle 10–15 méteres körzetéből származó helyekről gyakorlatilag találomra szedett össze néhány kőzetet, amelyeket a számozott zsákokba helyezett.
A mintavételi feladatok között szerepelt még két mélymintavétel is. Ehhez egy csövet kellett leverni a talajba, majd kihúzni, amely művelet végén a talaj felső részének rétegeiből maradt keresztmetszet a cső belsejében. A zászló és napszélmérő kihelyezésénél akadályt jelentő kemény kőzet itt is hátráltató tényezőnek bizonyult, Armstrongnak kalapáccsal kellett levernie a rudat a talajba. Mindkét minta a napszélmérő környezetéből származik és egyenként több mint 6 percig tartott a begyűjtésük.
A parancsnok másik feladata a fényképezés volt. A kőzetmintavételek mellett sztereó közelképeket és panorámafotókat kellett készíteni a leszállóhelyről. Összesen öt helyen – öt nézőpontból – készült panoráma. Ezek között egy különlegesebb is volt, amikor Armstrong eltérve a tervtől megcélzott egy messzebb fekvő krátert, a leszállóhely körzetének legnagyobb mélyedését, a 30 méter átmérőjű Little West krátert. A parancsnok a 120 méteres utat futva tette meg, kb. 3–4 km/h sebességgel. A panorámák mellett 17 sztereofelvétel-pár készült, amelyeknél érintetlen és az űrhajósok által feltúrt helyek egyaránt szolgáltak témául. Ezekből a képekből a tudósok a felszín szerkezetéről kaptak részletesebb megfigyelési anyagot.
Buzz Aldrin más irányba indult, az ő feladata a műszerek felállítása volt. A MESA-ból kipakolt két főműszert biztonságos távolságba kellett vinnie a holdkompról egy lehetőleg sík területre. Aldrin két kezébe kapva odébb cipelte a két műszert, és a lézertükröt nagyjából 14 méternyire, a passzív szeizmométert pedig még további 10 méterrel odébb helyezte le egy kráterektől és nagyobb kövektől mentes folton (ezzel a műszerrel egybeépítve kapott helyet egy holdi pordetektor is). A műszerek beüzemelése könnyű volt: a lézertükröt csak a Föld felé kellett irányítani, mivel passzív műszer volt, a rengésmérőnek pedig csak a napelemtábláit kellett aktiválni. Elvileg ez egy automatikus művelet volt, ám az egyik napelemtábla nem nyílt ki magától, Aldrinnak kézzel kellett segíteni kinyitni. Ezt a műszert közvetlenül egy nagyobb szikla mögé helyezték, hogy megvédjék a felszállás hatásaitól, legfőképpen a portól, ami a napelemtáblák hatásfokát ronthatta volna.
A mintavétel és a műszerek felállítása, a készletek, valamint az űrhajósok oxigén- és hűtőfolyadék-fogyasztásának figyelembevételével, a vártnál jobban alakuló felhasználási adatok alapján kapott 15 perces hosszabbítás után elkövetkezett a visszaszállás ideje. Először a holdkomppilóta mászott vissza, majd utána a parancsnok is. 2 óra 36 perc 40 másodperc után zárták magukra az űrhajósok az ajtót, ezzel ért véget a világ első holdsétája.

### Pihenés
Armstrong és Aldrin a holdséta után megvacsorázott, majd a holdséta előttről elhalasztott alvási periódus ideje jött el. A két űrhajósnak tilos volt levennie az űrruhát, csupán a sisakot vehették le a holdkompon belül. Ez egy olyan óvintézkedés volt, amelyet elővigyázatosságból hoztak, ha egy váratlan, például meteortalálat miatti nyomáscsökkenés következett volna be. A beöltözés túl sokáig tartott a földi tapasztalatok szerint, ezért csak a sisak felvétele maradt a tolerálható időkorláton belül. Ez a biztonságos öltözék azonban szinte lehetetlenné tette a pihenést. Armstrong egy függőágyban, Aldrin a padlón próbált aludni, ám a merev ruha, különösen a nyaki részen levő, a sisak hermetikus zárására szolgáló keret tette kényelmetlenné a fekvést. Ráadásul a pihenőidőre az űrhajósok a holdkomp jó pár rendszerét leállították, befüggönyözték az ablakot, ezzel elvontak mindenféle hőforrást, így kellemetlenül hideg is lett a kabinban. Az alvási nehézségek fő oka azonban pszichés eredetű volt: az átélt izgalmak, a tudat, hogy a Holdon vannak, folyamatosan ébren tartotta a testüket, így végül Aldrin két órányi szendergésről, míg Armstrong öt teljesen elvesztegetett óráról tett említést alvás helyett.

### Felszállás a Holdról

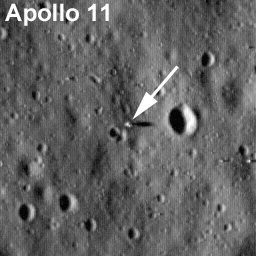
Az Apollo-11 leszállási helye és a visszamaradt holdkomprész a Lunar Reconnaissance Orbiter felvételén 2009-ben.

A sikertelen alvási periódus után a következő művelet az Apollo–11 felkészítése volt a hazaindulásra. 21 óra 40 percnyi holdfelszínen tartózkodást követően az Eagle felszállófokozata startra készen állt. Ehhez Armstrongék végigmentek egy rövid ellenőrző listán és repülőkésszé tették a holdkompot, aztán egy szelep megnyitásával a héliumtartályt összeköttetésbe hozták a hajtóanyagtartállyal, túlnyomás alá helyezve az üzemanyagot, ezzel helyettesítve bármilyen szivattyús rendszert, végül élesítették a hajtóművet, betáplálták a komputerbe a felszálló programot és aktiválták azt. A felszállás simán történt, mindenféle hang, vagy láng nélkül. 

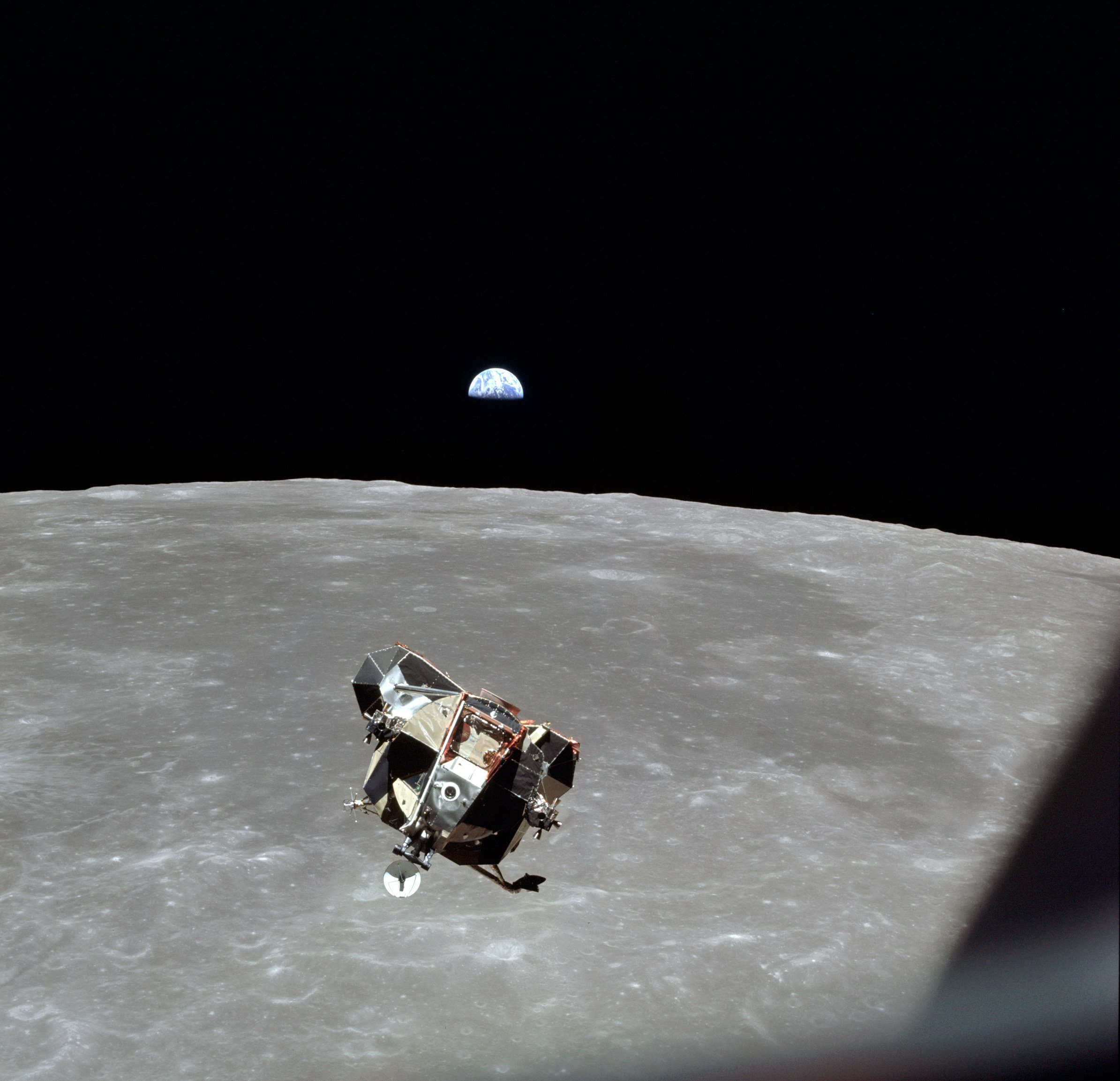
A holdfelszínről visszatérő Eagle, háttérben egy csodálatos földfelkeltével Collins szemszögéből

Aldrin megfigyelte az ablakon át, ahogy a gázsugár apró fecniket szakít le és fúj szét a holdkomp felszállóállványként funkcionáló alsó részéről, amely mindörökre a Holdon maradt. Végül azt is látta, hogy az űrhajóhoz túl közel leszúrt zászlót is baleset éri, a gázsugár elfújja és a porba hull. Houstonnak ezt a momentumot nem jelentette, csak a repülésre vonatkozó információkat:
„Nagyon sima… nagyon csendes repülés.”
Az űrhajósok tökéletesen működő űrhajóval hamarosan Hold körüli pályára álltak, hogy „hagyományosan” a Hold háta mögött randevúzzanak és dokkoljanak a Columbiával. Collins – aki egy napja egyedül repült –, sokat készült erre a pillanatra, tucatnyi forgatókönyv (és a hajó számítógépébe táplált pálya) állt a rendelkezésére, ha Armstrongék felszállása nem sikerülne tökéletesre, a segítségükre siethessen, ám erre nem volt szükség, a rutin dokkolási manővert mutathatták be. Armstrongék pályáját úgy tervezték, hogy automatikusan közel vigye a holdkompot a leszállóhely felett átrepülő parancsnoki hajóhoz. A végső fázisban – amikor a két űrhajó 20–25 méterre közelítette meg egymást – Collins játszotta az aktív, az Eagle utasai a passzív szerepet, azaz a parancsnoki űrhajó dokkolt a holdkomphoz.
Később az űrhajósok átszálltak, majd átrakodták a rakományt, holdkőzeteket, fényképkazettákat stb. Ezután hamarosan leválasztották a holdkompot, amely néhány hónapig stabil Hold körüli pályán maradt. Ekkor még egy utolsó kísérletet végeztek vele: a hűtővízkészlete ugyan teljesen elfogyott, de minden rendszerét bekapcsolva hagyták az űrhajósok, hogy az irányítás láthassa, milyen gyorsan mennek tönkre a berendezések hűtés nélkül. Ez a tapasztalat később az Apollo–13-nál vált értékessé. További feladat nem maradt, következhetett a hazaindulás.

### Hazaút és leszállás

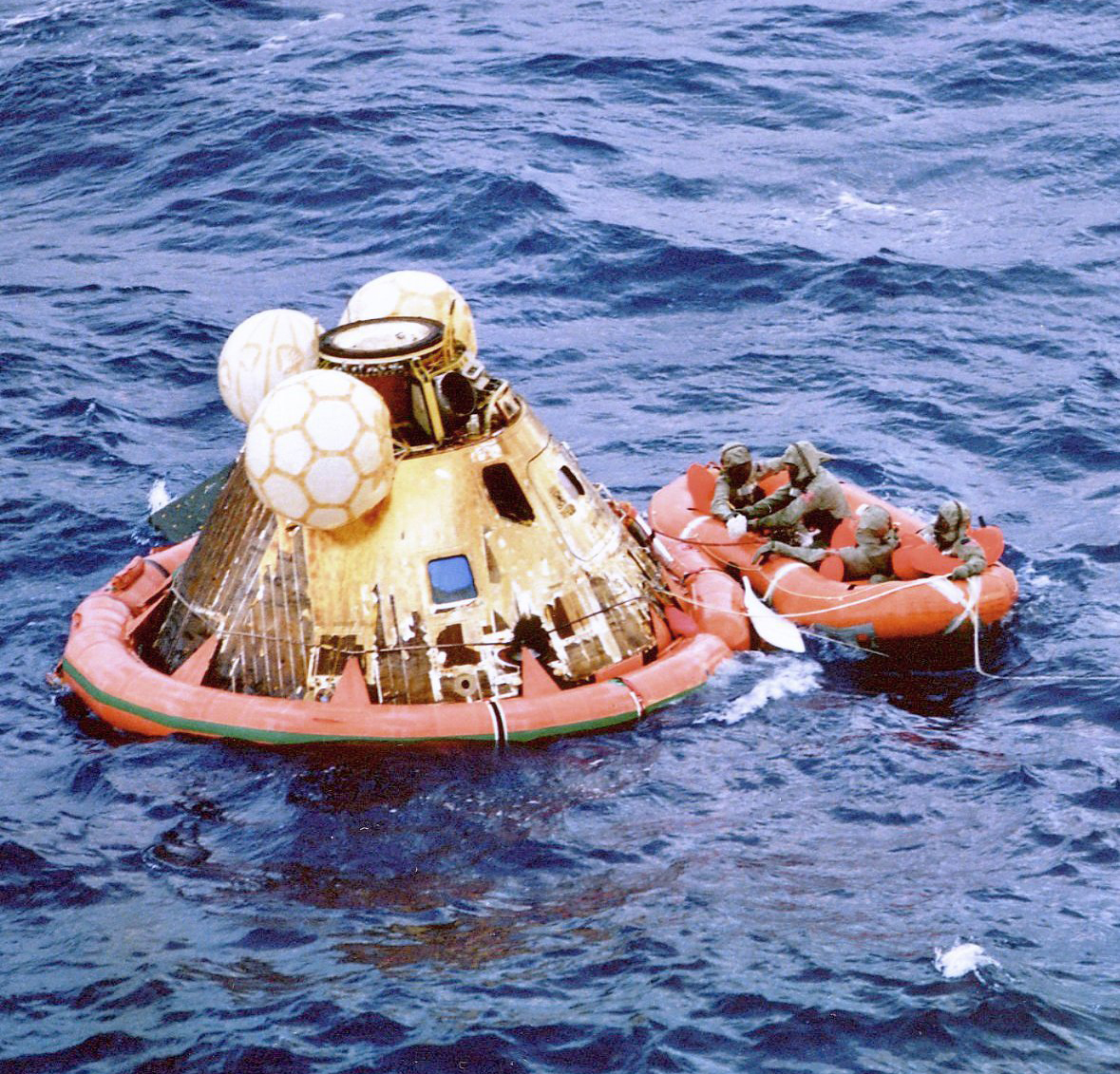
A legénység a vízreszállás után a kiemelésre vár izolációs öltözetben a Csendes-óceánon

A Hold körüli pályáról a 31. keringésben gyorsítottak ki az űrhajósok és vették az irányt a Föld felé. Ahogy elhagyták a Holdat, legelőször is egy 10 órás pihenési periódust iktatott be az irányítás. A szokatlanul hosszú alvásidőre azért volt szükség, mert az űrhajósok végletesen kimerültek voltak: a parancsnok a holdfelszíni alvási problémák miatt közel 40 órája volt ébren, de Aldrin sem állt jobban, sőt Collins sem, aki úgyszintén nemigen pihent a Hold körüli egyedül keringés egy napja alatt. Ezt követően eseménytelen útjuk volt az űrhajósoknak, a tervezett három pályaközi korrekcióból mindössze egy végrehajtására volt szükség. A leszállás előtti éjszakán az űrhajósok egy utolsó tévéadást sugároztak, amelyben köszönetnyilvánítással zárták le az expedíciójukat.
Collins:
„A Saturn-V rakéta, ami feljuttatott bennünket, bonyolult gépezet, amelynek minden alkatrésze hibátlanul tette a dolgát... Mindez csak egy csomó ember vére, könnye és verejtéke árán jöhetett létre. Először is amerikai munkásokén, akik a gyárakban összeszerelték ezeket a szerkezeteket. Másodszor azoknak a csapatoknak a gondos munkája árán, akik tesztelték ezeket az összeszerelés közben, majd utána is. És végül mindazon emberek munkájának árán, akik a Manned Spaceflight Centerben dolgoznak akár a vezetőségben, akár a küldetések tervezésén, vagy az irányítóközpontban, vagy végül, de nem utolsósorban a legénységek felkészítésén. Úgy néz ki ez a munka, mint a tengeralattjáró periszkópja. Önök csak hármunkat látják, de a felszín alatt ezrek és ezrek vannak még, nos nekik csak annyit szeretnék mondani: Nagyon szépen köszönöm.”
Aldrin:
„Messze több volt az utunk három ember holdutazásánál, még annál is több, mintha egy kormányzati és ipari csoport erőfeszítése lenne, sőt még annál is, mint egy nemzet erőfeszítése. Úgy érzem, ez az egész emberiségre jellemző kielégíthetetlen kíváncsiság, az ismeretlen felfedezése iránti vágy szimbóluma inkább. Mától úgy gondolom, hogy tényleg teljesen alkalmassá váltunk az űrfelfedezői szerepre. Kicsit visszatekintve különösen büszkék vagyunk a nehezen megtalált Columbia és Eagle hívójelre. Büszkék vagyunk a repülésünk emblémájára, a sasra, amely egy olajágat markol, hogy elvigye a béke jelképét a Földről a Holdra is.”
Armstrong:
„Ennek a repülésnek kötelességei vannak a történelemmel és tudós géniuszokkal szemben, akik munkájukkal előkészítették ezt az erőfeszítést; aztán azokkal az amerikaiakkal szemben, akik akaratukkal kiálltak a szándék mellett; aztán a négy kormányzattal és a velük dolgozó országgyűlésekkel szemben, akik keresztülvitték ezt az akaratot, végül az ügynökséggel és ipari csoportokkal szemben, akik az űrhajónkat, a Saturnt, a Columbiát és az Eagle-t, vagy a kis EMU-t, az űrruha és a hátizsák, azaz a mi kis személyes holdfelszíni űrhajónk együttesét építették. Kötelességünk hálásnak lenni és külön köszönetet nyilvánítani azoknak az amerikaiaknak, akik építették az űrhajókat, akik szerelték, tervezték és szívüket, lelküket is beleadták a szerkezetekbe. Ma este szeretnénk külön köszönetet mondani mindezeknek az embereknek. Valamint Isten áldását kívánjuk mindazoknak, akik néztek és hallgattak bennünket ma este. Az Apollo–11 jó éjszakát kíván.”
A Föld légkörébe való visszatérés sikeres volt. Az Apollo–11 1969. július 24-én 16:50:35-kor (UTC) a Csendes-óceánban landolt a Johnston-atolltól 380 kilométerre délre, 8 nappal és 3 órával a felszállás után. A leszállás nem a legpontosabban sikerült, a mentésre kirendelt USS Hornet repülőgép-hordozótól 15 kilométerre ereszkedett az űrhajó az óceánra. A vízre éréskor az ejtőernyőkbe kapaszkodó szél felborította a kabint, így az fejjel lefelé állapodott meg az óceánban, és csak akkor fordult a talpára, amikor felfújták a kabin tetején levő ballonokat, amelyeknek pontosan az esetleg felboruló űrhajó átfordítása volt a feladata. Pár perc kellett csak, és a Hornet által küldött mentőhelikopterek már a helyszín felett voltak és a vízbe dobták a Navy Seal elitalakulatból verbuvált búvárokat. A búvárok vitték magukkal az űrhajósok számára az izolációs ruházatot, mivel a kabinajtó kinyitásának pillanatától karanténba helyezték a három holdutazót. A helikopter a fedélzetére vette Armstrongékat, közben a búvárok fertőtlenítették a kabint. A leszállást követően 40 perccel már a hajón voltak az űrhajósok, ahol Nixon elnök és Tom Paine, a NASA elnöke már várta őket.

## A repülést követő események

### Karantén

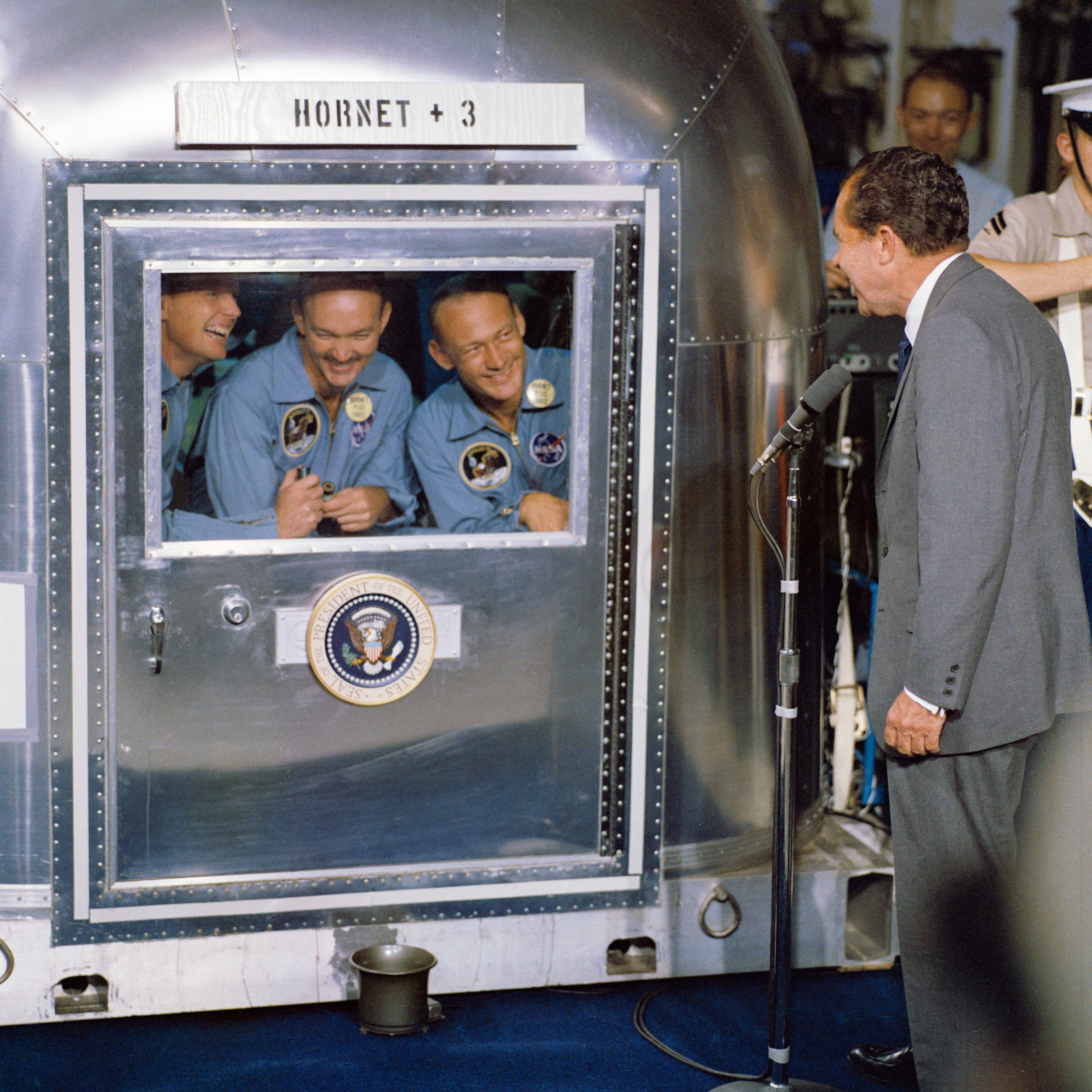
A legénység a speciális karanténkonténerből hallgatja Richard Nixon szavait

A Holdról az Apollo-programig csak nagyon kevés ismeret állt rendelkezésre, így megvolt a kockázata, hogy az új közegben valamilyen ismeretlen eredetű fertőzés éri Armstrongékat, ezért a tervek a hazatéréskor egészségügyi elszigetelést írtak elő. Emiatt a leszálláskor egy speciális műanyag öltözetbe és maszkba kellett bújniuk a holdutazóknak, majd a hajóra lépve késedelem nélkül be kellett szállniuk egy lakókonténerbe, melyet rájuk zártak. A külvilág jókívánságait csak a konténer ablakain keresztül fogadhatták. A konténerrel a Hornet anyahajó Hawaiiba hajózott, ahol Pearl Harbourban átrakodták egy katonai szállítógépre, amely az anyaországba vitte a „bezárt” holdutazókat. Armstrongék csak Houstonban, egy külön erre a célra létrehozott épületben, a Lunar Receiving Laboratory-ban szállhattak ki.
Az LRL-ben az egészségügyi vizsgálatokon kívül sor került a holdi kőzetminták tartóedényeinek felbontására, valamint az első geológiai vizsgálatokra, miközben maguk a mintákat vevő űrhajósok segíthettek a minták azonosításában, az összegyűjtésük környezetének, valamint körülményeinek elmondásában. Armstrong, Aldrin és Collins 1969. augusztus 13-án szabadult fel a karantén alól az egészségességükről szóló orvosi bizonyítványok birtokában.

### Világ körüli út

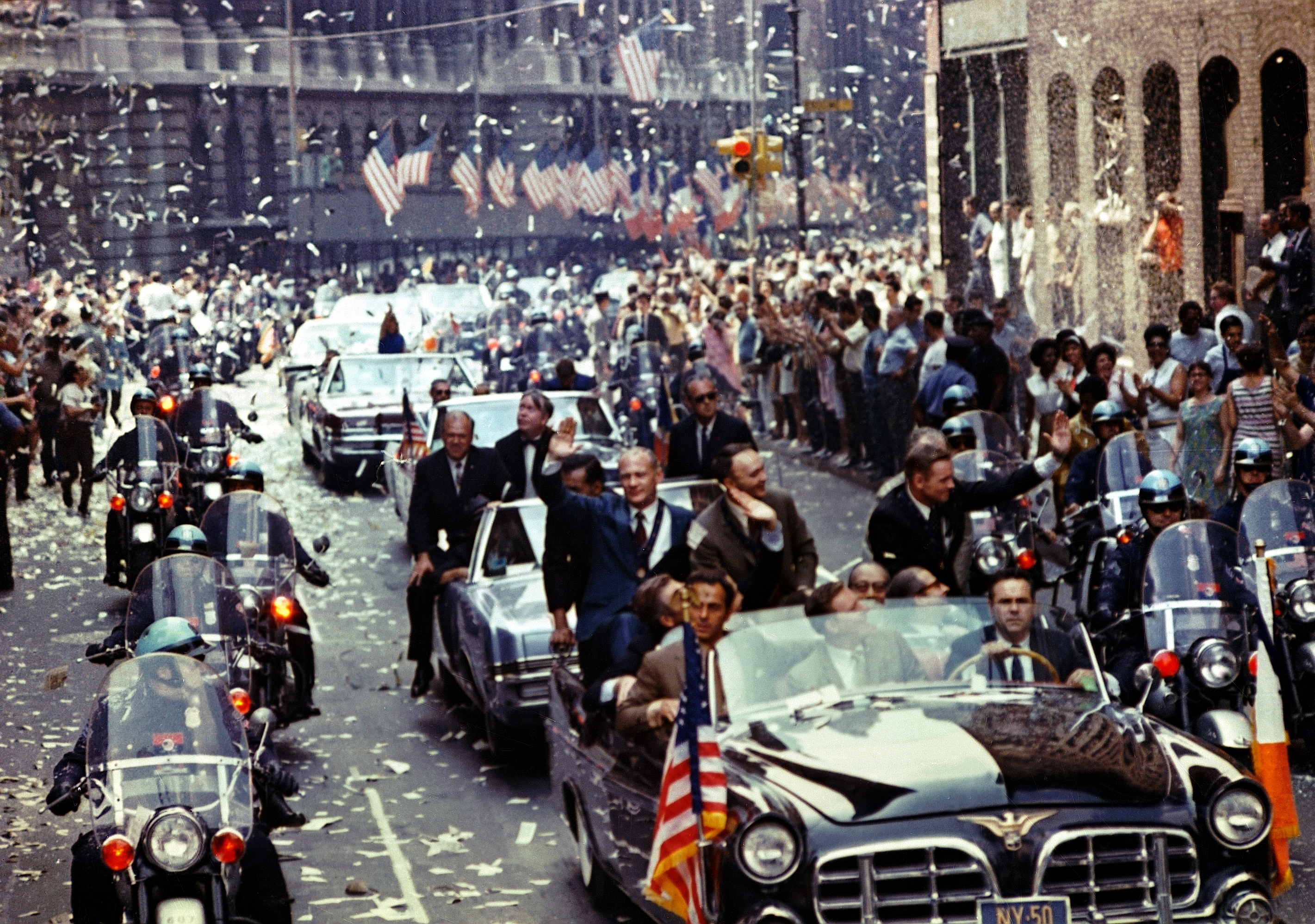
Armstrong, Aldrin és Collins ünneplése New Yorkban a "Hősök Kanyonján", a Broadway-n

A karantén alóli felmentést követően az űrhajósok útja New Yorkba vezetett, ahol egy fergeteges parádéban hajtattak végig nyitott kocsijaikban a „Hősök Kanyonján”, azaz a Broadway és a Park Avenue egy szakaszán, a Városházától az ENSZ palotáig terjedő részén, ahol az ünneplő tömeg konfettiözönnel ünnepelte a holdutazókat. Még aznap este hivatalos vacsorára került sor Los Angelesben, 44 állam kormányzója és 83 állam nagykövete és számos hollywoodi sztár részvételével, míg az Egyesült Államok legnagyobb városaiban parádékat rendeztek a holdutazók tiszteletére. Később Richard Nixon elnök és Spiro T. Agnew alelnök a Szabadság Érdemrendet nyújtotta át a három felfedezőnek.
A hazai ünneplést követően indult a „Project Giantstep”, későbbi népszerű – és nem kevésbé stílusos – nevén a „Giant Leap Tour”, egy 37 napos, 23 országot érintő Föld körüli út. Richard Nixon az elnöki különgépet (egy Boeing VC-137B-t, amelyet a köznyelv „Air Force One”-ként ismer) adta kölcsön az űrhajósok útjához. Armstrongék útja érintette mind az öt földrészt, Magyarországhoz legközelebb Belgrádban, az egykori Jugoszláviában jártak a holdutazók, viszont egyetlen akkori szocialista országban sem tettek látogatást. Az út során az űrhajósok és feleségeik 26 nagyvárosban jártak, jobbára egynapos látogatásokat téve, ennek során legalább 100 millió ember láthatta őket testközelből és huszonötezren kezet is rázhattak velük, köztük olyanok, mint II. Erzsébet angol királynő, vagy VI. Pál pápa. Az utazás utolsó állomása a Fehér Ház volt, ahol vendégként egy éjszakát is eltölthettek az utazók.
Nem sokkal később Armstrong újra világkörüli útra indult, ezúttal Bob Hope és az USO vendégeként, hogy a világ több pontján állomásozó, vagy harcoló amerikai katonai alakulatok morálját segítő műsorokon fellépve lelkesítse a katonákat. Érdekes módon még a nagyon kockázatos Vietnámba is eljutott Armstrong.

### Statio Tranquillitatis
A csillagászati nevek elnevezését a Nemzetközi Csillagászati Unió (IAU) végzi, köztük a holdfelszíni képződmények nevét is ez a testület hagyja jóvá, és bár a szokásjog szerint a felfedezőké a névjavaslat joga, az Apollo-program során használt munkanevekből szinte semmit sem vett át, szinte semmit sem tett hivatalossá a szervezet. Kivétel ez alól az Apollo–11, ahol magát a leszállóhelyet is elfogadta az IAU felszíni képződményként és az Armstrong által kitalált Nyugalom Bázis (Tranquility Base) latin változatát adta névként a helynek. A 0°40'27"É, 23°28'23"K holdrajzi hely Statio Tranquillitatis néven szerepel a térképeken.

### Kráterek és kőzetek elnevezése
A legénység tiszteletére holdi elnevezések is születtek. Egyrészről három kisebb, korábban Sabine E (4,6 km), Sabine D (2,4 km) és Sabine B (3,4 km) néven jegyzett krátert nevezték át Armstrong, Aldrin és Collins krátereknek. A Hold innenső oldalán ezek a kráterek kivételesek: kizárólag ezek viselik élő emberek nevét.
A kráterek mellett az űrhajósok által visszahozott kőzetminták között is találtak olyan összetételűt, amely akkoriban a Földön még nem volt ismert, s így elnevezésre várt, ezért az űrhajósok nevének kezdő szótagjaiból alkotott nevet kapott: armalcolit.

### Összeesküvés-elméletek
Az Apollo-program lezárását követően hamar napvilágot látott egy összeesküvés-elmélet, miszerint a holdra szállások – beleértve az Apollo–11 repülését is – sohasem történtek meg, helyette a NASA egy hatalmas hangárban készített műtermi képekkel, tévé- és filmfelvételekkel hamisította a holdi tevékenységek dokumentációját. Azóta különböző emberek az összeesküvés különböző változatait állították fel:
- az űrhajósok fel sem szálltak, az egész program átverés volt[64]
- Armstrongék még nem jártak fenn, csak a szovjetek legyőzése miatt hazudta a NASA a sikerüket, és csak a későbbi expedíciók voltak igazi holdra szállások[64]
- a holdra szállások megtörtén(het)tek, csak a publikált képeket készítette újra a NASA idelenn a Földön az eredetiek rossz minősége és/vagy valamilyen okból való elvesztése miatt.[64]

Az elméletek mindegyike különböző közvetett bizonyítékokra támaszkodik. Ezek főként az űrhajósok által visszahozott fényképeken alapulnak. Szemelvények az állítólagos bizonyítékokból:
- a fényképeken levő árnyékok helyenként nem párhuzamosak[64]
- a fényképeken levő – a későbbi elemzést segítő – szálkeresztek a téma mögé kerültek[64]
- nincsenek csillagok a képeken[64]
- a fényképek száma túlzottan nagy[64]

Már rögtön az első repülésen is készültek „gyanús” képek. Köztük az egyik legtöbbet publikált Apollo-fotó, amelyen Armstrong Aldrinról készített egész alakos közelképet. A feltételezések szerint ez a kép azért nem hiteles, mert Aldrin a Napnak háttal áll, mégis teljesen jól látható a néző felé néző oldala, pedig légkör és annak fényszóró hatása híján a megvilágítástól takart oldalának teljesen feketének kellene lennie (a magyarázat a talaj fényvisszaverő képességében, esetleg a szemben álló Armstrong fehér űrruhájának fényképészeti derítőlapként való viselkedésében keresendő). A NASA és más független szakértők az összeesküvés-elméleteket tételesen cáfolták, mégis népszerű elméletnek számítanak elsősorban a bulvármédiában.

### 40. évforduló
A holdra szállás 40. évfordulója élénk médiafigyelmet vont magára. Az eseményre valós idejű közvetítést tartott a NASA, a honlapjukon minden eseményt a bekövetkezésének idejében, de természetesen 40 éves késéssel mutattak be, ezen kívül a John F. Kennedy Könyvtár is elindított egy honlapot, ahol a holdra szállás mozzanatait digitális grafikákon és játékfilmeken keresztül lehetett megismerni.
Ezen kívül a NASA az évfordulóra megjelentette a korábban elveszettnek hitt tévéadás rögzített változatának digitálisan felújított anyagait is.
Korábban, 2009. május 1-jén amerikai képviselők javasolták a Kongresszusban, hogy Neil Armstrong, Buzz Aldrin és Michael Collins megkapja a Kongresszusi Aranyérmet, a legmagasabb amerikai civil kitüntetést. A kitüntetés átadására az űrhajósok Holdra lépésének évfordulóján, 2009. július 21-én került sor.
Az évfordulóra a NASA a vadonatúj Lunar Reconnaissance Orbiter szonda programjának keretében a korábbi összeesküvés-elméletekre válaszul megkísérelte az Apollo-leszállóhelyek lefényképezését nagy felbontású kameráival. Bár a szonda felbocsátása sokat késett, emiatt az évfordulóra még a teljes kalibrációja sem készült el, mégis sikerült olyan fotókat készíteni az átmeneti Hold körüli pályáról, amelyen beazonosíthatóak a leszállóhelyek, köztük a Statio Tranquillitatis is.
Az évforduló, valamint a leszállóhelyek fényképeken történő azonosítása indukálta tudósok azon kezdeményezését, hogy a leszállóhelyet nyilvánítsák történelmi emlékhellyé, védett helyszínné, amelyen még az űrhajósok lábnyomait is háborítatlanul kellene megőrizni, mint az emberiség egyetemes történelmének kiemelten fontos helyszínét. Ennek érdekében, legalább részlegesen az Egyesült Államok egy törvényt is hozott, amelynek értelmében védendő az Apollo-program összes leszállóhelyét – beleértve természetesen a Statio Tranqulitatist is – semmilyen USA-beli űrtevékenység során nem lehet a leszállóhelyeket érintő tevékenységet folytatni, azok legalább 75 méteres környezetében.

## Magyarországi visszhang
A holdra szállás sajtóbeli tálalása Magyarországon politikai problémákat vetett fel, lévén hazánk az ellentábor tagja volt a hidegháborúban, amely egyáltalán életre hívta az amerikai holdprogramot. Kétféle dilemma vetődött fel, az egyik a televíziós közvetítés milyensége (egyáltalán ne, vagy ha igen akkor élőben, vagy felvételről, teljes terjedelmében, vagy csak összefoglaló formájában közvetítse-e a Magyar Televízió az eseményt), a másik az írott sajtó hangneme a „hidegháborús csata elvesztéséről”. A televíziós közvetítésről a legfőbb politikai fórum, a Magyar Szocialista Munkáspárt Politikai Bizottsága döntött, de az utolsó percig döntésképtelenek voltak, hogy egyáltalán átvegye-e a televízió a nyugati adást. Végül az a tény döntötte el a dilemmát, hogy az osztrák televízió – amelynek adását Nyugat-Magyarországon tökéletesen lehetett fogni – egyenesben közvetítette a holdra szállást, ezért nem lehetett elhallgatni a dolgot. Végül a közvetítés zöld utat kapott, és az MTV az Eurovízió adását átvéve egyenesben adta a magyar idő szerint késő este zajló leszállást. Ezt követően, mivel a hazai tévéseknek nem volt előzetes információja, hogy esetleg előbb elkezdődhet a holdséta, a személyzetet hazaengedték, hogy majd reggel, az eredetileg tervezett időben adják le élőben Armstrongék holdsétáját. Ám a kiszállást előrehozta az irányítóközpont, így a holdsétát már felvételről közvetítették a hajnali időpont helyett reggel. A szokatlan időpont ellenére mintegy 800 000 készüléken – azaz hozzávetőleg 2 milliónyian – követték az adást Magyarországon.
Az írott sajtó is természetesen megemlékezett a holdra szállásról, a legnagyobb magyar napilap, a Népszabadság például címlapon közölte a hírt, illetve belső oldalain nagyobb cikkben írta le az eseményeket, azonban az ilyen kivételes alkalmakhoz alkalmazott piros betűs fejléc ezúttal elmaradt. A lapok visszafogottan, tárgyszerűen és szakmailag nagyon korrekten tudósítottak, de mindenféle különösebb – az esemény jelentőségéhez egyébként illő – lelkesedés nélkül. Emellett némileg megpróbálták ellensúlyozni a szovjet vereséget azzal, hogy a Luna–15 szondának a holdra szállással egy időben futtatott, de lezuhanással végződött küldetését „sikeresnek” tüntették fel, és jelentőségét szélsőségesen eltúlozták, továbbá szerkesztőségi cikkben finom hangulatkeltéssel utaltak a rakétatechnika atomfegyverkénti felhasználására is, rombolva az amerikaiak által gondosan épített nonmilitarista képet.

## Repülési adatok

### A parancsnoki egység és a holdkomp dokkolása
- Szétválás: 1969. július 20. – 17:44:00 UTC[40]
- Összekapcsolódás: 1969. július 21. – 21:35:00 UTC[40]

### Holdséta
- Holdkompból való kiszállás: 1969. július 21., 02:39:33 UTC[40]
- Armstrong – EVA
  - Kiszállás: 02:51:16 UTC[40]
  - Lelépés a Holdra: 02:56:15 UTC[40]
  - Beszállás a holdkompba: 05:09:00 UTC[40]
- Aldrin – EVA
  - Kiszállás: 03:11:57 UTC[40]
  - Lelépés a Holdra: 03:15:16 UTC[40]
  - Beszállás a holdkompba: 05:01:39 UTC[40]
- Beszállás: 05:11:13 UTC[40]
  - Holdséta időtartama: 2 óra 31 perc 40 másodperc[40]

### Magyar oldalak
- „A Sas leszállt”: 35 éve repült az Apollo–11, 1. rész
- 2. rész
- 3. rész
- 4. rész
- Űrvilág.hu: 40 éves évfordulós cikksorozat az Apollo-11-ről
- A holdra szállás – a televízió stúdiójából nézve -. Visszaemlékezés a holdra szállás magyarországi televíziós közvetítéséről

### Magyar irodalom
- Dancsó Béla: Holdséta, Novella Kiadó, 2004. ISBN 963-9442-24-0
- Űrtan Évkönyv-2007

### Külföldi oldalak
- A NASA hivatalos Apollo oldala (angol nyelvű oldal) Archiválva 2009. augusztus 14-i dátummal a Wayback Machine-ben
- Lunar and Planetary Institute – Apollo-11 oldal (angol nyelvű oldal)
- Eric M. Jones: Lunar Surface Journal – Apollo-11 oldal (angol nyelvű oldal) Archiválva 2012. január 16-i dátummal a Wayback Machine-ben
- William David Compton: Where No Man Has Gone Before – A History of Apollo Lunar Expolration Missions (angol nyelvű online könyv)
- Charles D. Benson és William Barnaby Faherty: Moonport: A History of Apollo Launch Facilities and Operations (angol nyelvű online könyv)
- Courtney G. Brooks. James M. Grimwood and Loyd S. Swenson:Chariots for Apollo: A History of Manned Lunar Spacecraft (angol nyelvű online könyv) Archiválva 2015. október 20-i dátummal a Wayback Machine-ben
- Edgar M. Cortright: Apollo Expeditions to the Moon (angol nyelvű online könyv) Archiválva 2009. augusztus 25-i dátummal a Wayback Machine-ben
- Hamish Lindsay – Apollo-11 The First Man on the Moon (angol nyelvű visszaemlékezés)
- Apollo maniacs – Apollo-11 oldal (angol nyelvű oldal)
- NASA Human Spaceflight Gallery – Apollo-11 fényképgaléria Archiválva 2009. augusztus 14-i dátummal a Wayback Machine-ben
- Giant Leap Tour (angol nyelvű oldal)
- Dokumentumfilm az Apollo-11 repüléséről az archive.org honlapján

### Külföldi irodalom
- Andrew Chaikin: A Man on the Moon, Time Life Books 1999